# Elisabeta, împărăteasa Austriei
Elisabeta (născută Ducesa Elisabeta Amalie Eugenie de Bavaria; n. 24 decembrie 1837, Herzog-Max-Palais, Regatul Bavariei, Germania – d. 10 septembrie 1898, Geneva, Geneva, Elveția), cunoscută mai ales sub numele Sisi sau Sissi, a fost împărăteasă a Austriei și regină a Ungariei din momentul căsătoriei sale cu Franz Joseph I al Austriei, pe 24 aprilie 1854, până la asasinarea sa în 1898.
Elisabeta s-a născut în ramura ducală a Casei de Wittelsbach din Bavaria, beneficiind de o educație informală înainte de a se căsători cu vărul său prim, împăratul Franz Joseph I, la vârsta de 16 ani. Căsătoria a adus-o într-o viață de curte mult mai formală în cadrul dinastiei Habsburgilor, pentru care nu era pregătită și care i se părea sufocantă. La începutul căsniciei, a avut un conflict deschis cu soacra sa, care era totodată mătușa ei maternă, Arhiduceasa Sofia. Aceasta din urmă a preluat educația fiicelor Elisbetei, dintre care una, Sofia, a murit în copilărie. Nașterea unui fiu, moștenitorul de tron, Arhiducele Rudolf, a îmbunătățit statutul Elisbetei la curte, dar sănătatea ei a fost grav afectată de presiunea constantă. Astfel, ea căuta deseori refugiu în Ungaria, unde atmosfera mai relaxată o ajuta să facă față rigorilor curții imperiale. A dezvoltat o legătură profundă cu Ungaria, iar în 1867 a jucat un rol esențial în crearea monarhiei duale Austro-Ungaria.
Tragedia pierderii fiului ei, Arhiducele Rudolf, care a murit în 1889 împreună cu amanta sa, Maria von Vetsera, într-un dublu suicid la cabana imperială de vânătoare de la Mayerling, a marcat un punct de cotitură în viața împărătesei. Aceasta nu și-a mai revenit niciodată complet după această pierdere devastatoare. S-a retras de la îndatoririle curții și a călătorit mult, deseori singură, pentru a găsi liniștea de care avea nevoie. În 1890, a construit palatul Achilleion pe insula grecească Corfu. Palatul, cu un decor mitologic elaborat, a devenit un loc de refugiu frecventat de Elisabeta, care îl considera o oază de liniște și evadare din tumultul vieții de curte.
Elisabeta era faimoasă pentru obsesia sa legată de menținerea tinereții și frumuseții. Urma un regim alimentar strict și se supunea unor exerciții fizice riguroase, consultând numeroși medici pentru a-și conserva apariția. De asemenea, purta părul lung, pe care îl coafa în împletituri complicate, și era adesea văzută cu corsete extrem de strânse, pentru a-și sublinia talia foarte subțire.
În timp ce călătorea la Geneva în 1898, Elisabeta a fost înjunghiată mortal în inimă de un anarhist italian pe nume Luigi Lucheni. Inițial, Lucheni intenționa să o ucidă pe altă persoană din familia regală, dar a ales-o pe Elisabeta dintr-o tragică confuzie. Asasinarea sa a șocat întreaga Europă și a marcat sfârșitul unei ere.
Mandatul său de 44 de ani a fost cel mai lung dintre toate împărătesele Austriei, iar moartea sa a lăsat un gol imens în istoria Imperiului Austro-Ungar. Figura sa rămâne una dintre cele mai cunoscute și fascinante din istoria monarhiei, iar moștenirea ei continuă să fie admirată și studiată.

## Ducesă în Bavaria

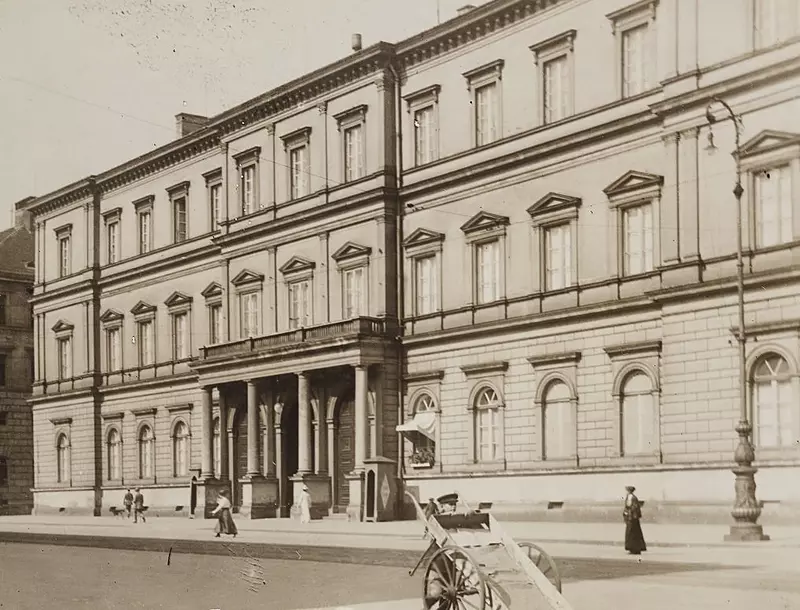
Herzog-Max-Palais din München, palatul în care s-a născut.

Elisabeta Amalie Eugenie s-a născut pe 24 decembrie 1837 în Herzog-Max-Palais din Munchen, Bavaria. Ea a fost al treilea copil și a doua fiică a Ducelui Maximilian Joseph al Bavariei și a Prințesei Ludovika a Bavariei, sora vitregă a regelui Ludovic I al Bavariei. Maximilian era considerat un om excentric, având o pasiune pentru circuri și adesea călătorea prin satele bavareze pentru a scăpa de îndatoririle sale oficiale. Locuințele familiei erau Herzog-Max-Palais din Munchen, unde locuiau iarna, și Castelul Possenhofen, unde își petreceau verile, departe de rigorile curții. Sisi și frații ei au crescut într-un mediu liber, lipsit de constrângeri, având o educație informală. Adesea, Sisi ocoli lecțiile pentru a merge la plimbare în natură, un comportament care reflecta spiritul ei liber și care nu o pregătea pentru curtea imperială vieneză cu așa-zisa sa viață rigidă și formală.
În 1853, Arhiduceasa Sofia, mama autoritară a tânărului împărat Franz Joseph I, în vârstă de 23 de ani, dorea ca fiul ei să se căsătorească cu o femeie dintr-un cerc familiar, mai degrabă decât cu o necunoscută. Astfel, ea a organizat o întâlnire între fiul său și fiica celei de-a doua surori a ei, Prințesa Ludovika a Bavariei, Ducesa Helene ("Néné"). Deși cuplul nu se întâlnise niciodată, Arhiduceasa considera obediența lui Franz Joseph ca fiind garantată, având în vedere comportamentul său autoritar, fiind adesea descrisă ca „singurul bărbat din Hofburg”.

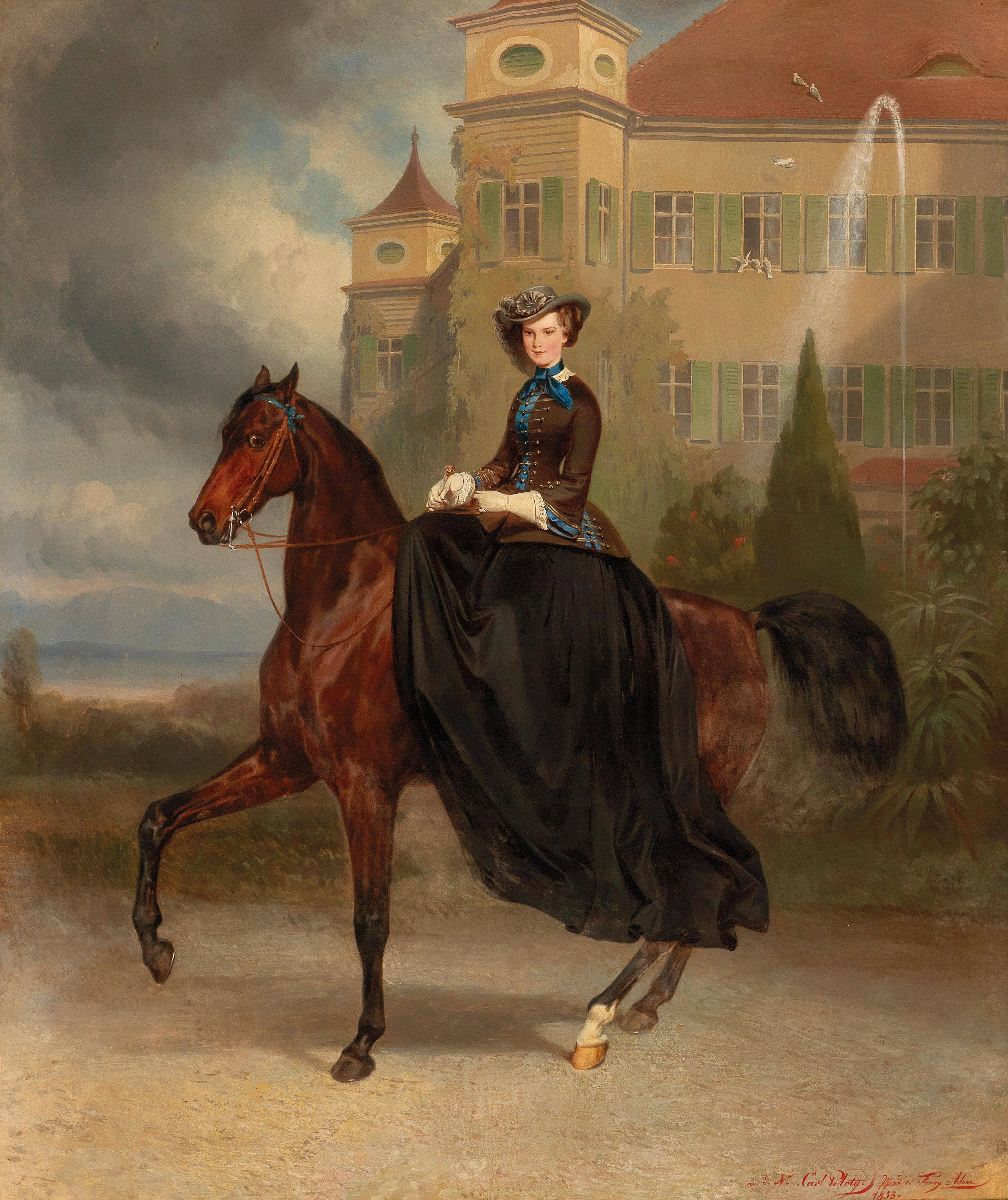
Portret ecvestru al Elisabetei la Castelul Possenhofen, în vârstă de 15 ani (1853)

Prințesa Ludovika și Ducesa Helene au fost invitate să călătorească la stațiunea Bad Ischl din Austria Superioară pentru a primi propunerea oficială de căsătorie a împăratului. Ludovika a dorit ca Sisi, care trecea printr-o perioadă de doliu din cauza morții tânărului contele pe care îl iubea, să le însoțească, sperând ca schimbarea de peisaj să o revigoreze. De asemenea, Arhiducele Carol Ludovic, fratele mai mic al lui Franz Joseph, urma să se alăture lor. Carol Ludovic și Sisi aveau o prietenie strânsă din copilărie și își schimbaseră mai multe scrisori și cadouri. Mama Elisbetei spera că reîntâlnirea lor ar putea duce la o logodnă.
Ducesa și fiica ei au călătorit din Munchen cu mai multe trăsuri, dar au ajuns mai târziu decât era planificat din cauza unei migrene a Ludovicaei, care a fost nevoită să întrerupă călătoria pentru a se odihni. Drept urmare, trăsurile s-au separat, iar una dintre ele, cu rochiile de gală, nu a ajuns niciodată la destinație. Pe drum spre Bad Ischl, au făcut o oprire la Palatul Leopoldskron, unde regina văduvă a Bavariei, Theresa, era în doliu după fratele ei Georg. În această perioadă de doliu, s-au îmbrăcat în negru și nu au putut schimba hainele înainte de întâlnirea cu tânărul împărat. Deși culoarea neagră nu se potrivea cu trăsăturile închise ale Helenei, în vârstă de 18 ani, a făcut-o pe sora ei mai mică, Sisi, cu părul blond, să capteze mai multă atenție.
Helene era o tânără pioasă și liniștită, iar, deși ea și Franz Joseph se simțeau stânjeniți în prezența celuilalt, el s-a îndrăgostit imediat de sora ei mai mică. Nu i-a făcut o propunere de căsătorie Helenei, ci, sfidându-și mama, i-a spus că, dacă nu o va putea avea pe Elisabeta, nu se va căsători deloc. Cinci zile mai târziu, logodna lor a fost anunțată oficial. Cuplul s-a căsătorit opt luni mai târziu, la Viena, în biserica Augustinerkirche, pe 24 aprilie 1854. Căsătoria a fost consumată abia trei zile mai târziu, iar Elisabeta a primit o zestre echivalentă cu 240.000 USD, conform valorii din 2015.
Alegerea Elisbetei de către Franz Joseph, în ciuda logodnei deja stabilite cu Helene, a reprezentat un act de rebeliune față de voința mamei sale, Arhiduceasa Sofia, și a marcat o schimbare semnificativă în viața sa și în cadrul dinastiei Habsburg. Îndrăgostirea sa bruscă și profundă pentru Elisabeta a avut un impact considerabil asupra poziției sale la curte, stabilind un precedent pentru deciziile sale viitoare. În contrast, Helene, deși nu a fost aleasă, a avut un rol important în dinamica familială, fiind o prezență calmă și rezervată, care se opunea naturii mai liberale și neconvenționale a Elisbetei.
Căsătoria cu Franz Joseph nu a fost doar o uniune personală, ci și una politică, având implicații semnificative pentru stabilitatea imperiului Habsburgic. Elisabeta a devenit împărăteasă a Austriei și regină a Ungariei, influențând decisiv politica imperială, mai ales în contextul Compromisului Austro-Ungar din 1867, care a marcat începutul unei monarhii duale. Prin această căsătorie, Austria și Ungaria au consolidat legăturile lor și au deschis calea pentru reforme majore în întreaga regiune.

## Împărăteasa Austriei

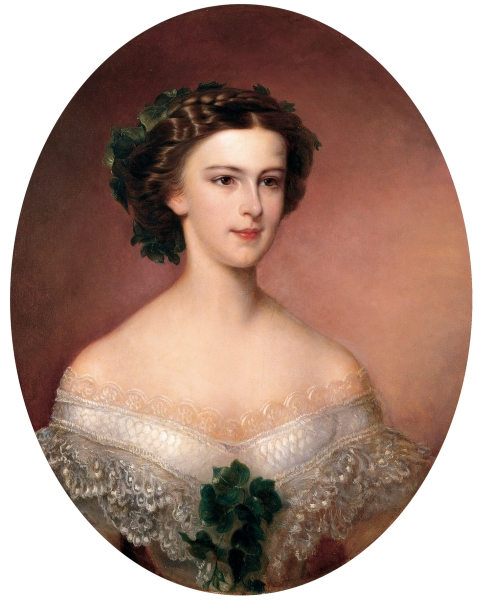
Tânăra Împărăteasă Elisabeta, la scurt timp după ce a devenit Împărăteasă a Austriei, de Amanda Bergstedt (1855)

După o copilărie informală și lipsită de reguli stricte, Elisabeta, care era timidă și introvertită prin natura sa, a avut mari dificultăți în a se adapta la curtea Habsburgilor, unde formalismul sufocant, protocoalele rigide și eticheta strictă o apăsau. După doar câteva săptămâni, Elisabeta a început să manifeste probleme de sănătate. Ea suferea de crize de tuse și devenea extrem de anxioasă și temătoare ori de câte ori trebuia să coboare o scară îngustă sau abruptă.
La începutul căsniciei sale, a fost surprinsă să afle că era însărcinată; a născut primul său copil, fiica Sofia Friederike Dorothea Maria Josepha (1855–1857), la doar 10 luni după căsătorie. Arhiduceasa Sofia, care adesea o numea pe Elisabeta „o mamă tânără și naivă”, nu doar că a dat copilului numele ei, fără a o consulta pe mamă, dar a preluat în totalitate îngrijirea bebelușului, refuzându-i Elisbetei dreptul de a alăpta sau de a îngriji propriul său copil. Când un al doilea copil, Gisela Louise Marie (1856–1932), s-a născut un an mai târziu, Arhiduceasa a luat și acest copil de la Elisabeta.
Faptul că nu a născut un moștenitor de sex masculin a făcut-o pe Elisabeta să devină tot mai puțin dorită la palat. Într-o zi, a găsit un pamflet pe biroul său cu următoarele cuvinte subliniate:
"...Destinul natural al unei regine este acela de a da un moștenitor tronului. Dacă regina are norocul să ofere statului un prinț moștenitor, aceasta ar trebui să fie sfârșitul ambițiilor sale – nu ar trebui să se implice în guvernarea unui imperiu, o sarcină care nu este pentru femei... Dacă regina nu naște fii, ea nu este decât o străină în stat, și o străină foarte periculoasă. Fiindcă, dacă nu poate niciodată să spere să fie privită cu bunăvoință aici, și trebuie întotdeauna să se aștepte să fie trimisă înapoi de unde a venit, va căuta întotdeauna să câștige regele prin mijloace nefirești; va lupta pentru poziție și putere prin intrigi și semănarea discordiei, spre paguba regelui, a națiunii și a imperiului..."
Se presupune că mama soacrei sale a fost sursa acestui pamflet malefic, deși nu există dovezi concludente care să susțină această teorie. Acuzația de amestec în afaceri politice se referea la influența Elisbetei asupra soțului său, mai ales în relația cu subiecții săi italieni și unguri. Când călătorea în Italia cu el, acesta a acordat amnistie unui număr de prizonieri politici, la sugestia Elisbetei.

### Prima vizită în Ungaria

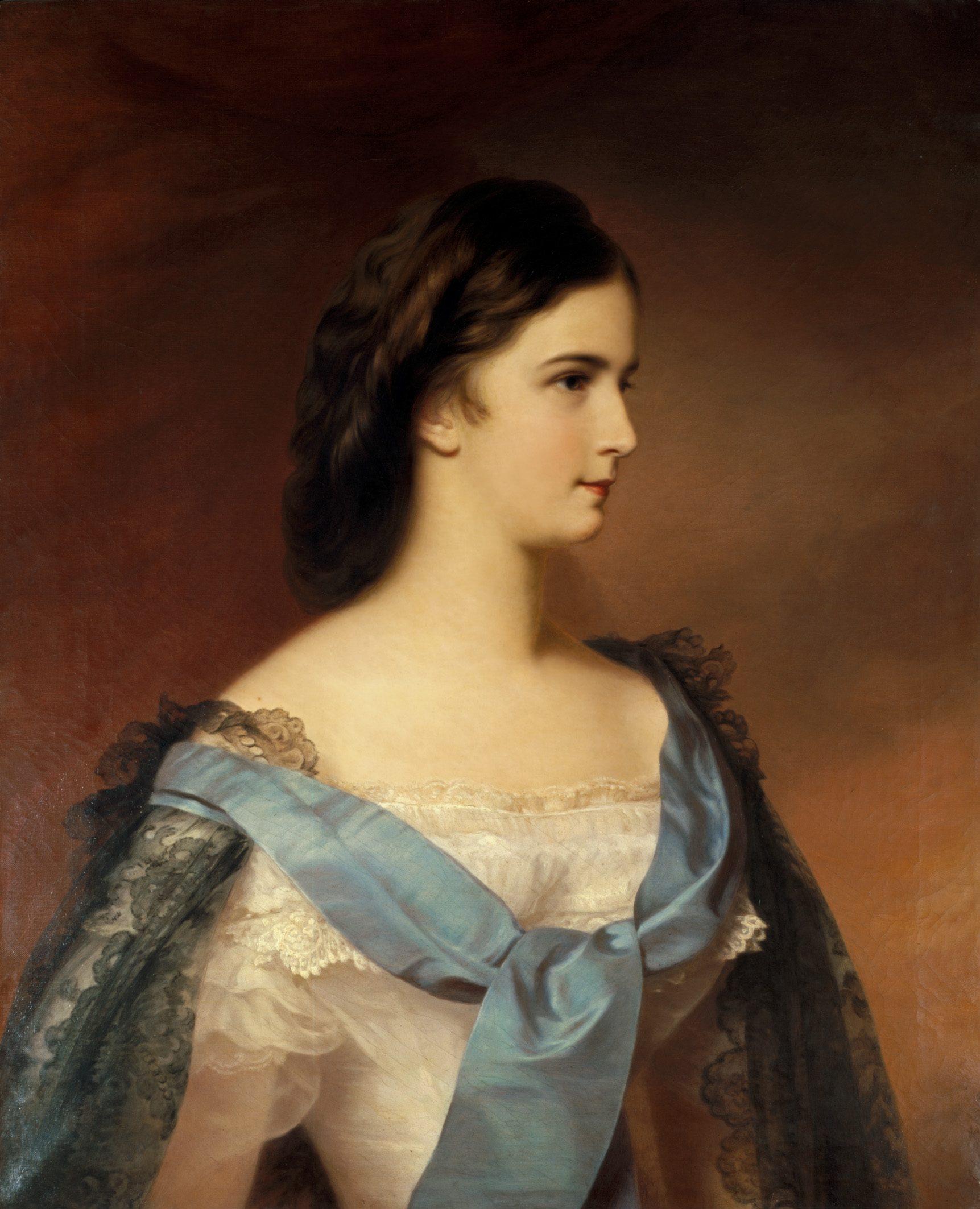
Portret al împărătesei Elisabeta, realizat în 1857, la vârsta de 19 ani

În 1857, Elisabeta a vizitat Ungaria pentru prima dată, alături de soțul său și cele două fiice, iar această călătorie a avut un impact profund și durabil asupra sa, pe care mulți istorici îl atribuie faptului că în Ungaria a găsit un refugiu binevenit față de constrângerile vieții de curte austriace. A fost „prima dată când Elisabeta a întâlnit bărbați de caracter în regatul lui Franz Joseph și a descoperit o independență aristocratică ce disprețuia ascunderea sentimentelor în spatele formelor ceremonioase... Ea a simțit cum sufletul său adânc se apropia cu simpatie de mândrul și fermul popor al acestei țări...”
Spre deosebire de Arhiduceasa Sofia, care nutrea dispreț față de maghiari, Elisabeta a simțit o afinitate profundă față de acest popor, astfel că a început să învețe limba maghiară. La rândul lor, maghiarii i-au răspuns cu o dragoste plină de adorație. În 1934, Patrick Leigh Fermor scria despre vizita sa în Ungaria, menționând că portretul Elisbetei „era înrămat pe birouri, mese și pe piane mari”, iar dragostea ei pentru Ungaria și maghiari „era răsplătită cu un interes profund, iar acest sentiment era declarat, la treizeci și șase de ani după asasinarea ei, cu toată ardoarea lui Burke pentru Maria Antoaneta.”
Totuși, acea călătorie a avut și o latură tragică, deoarece ambele fiice ale Elisbetei s-au îmbolnăvit. În timp ce Gisela s-a refăcut destul de repede, Sofia, în vârstă de doar doi ani, a slăbit constant până când boala a învins-o, iar aceasta a decedat. Se consideră că ea a murit de tifos. Moartea fiicei sale a avut un efect devastator asupra Elisbetei, care deja se confrunta cu perioade de melancolie, iar aceasta a fost cufundată într-o depresie severă care o va bântui pe tot parcursul vieții. Ea s-a distanțat de fiica sa în viață și a început să o neglijeze. În decembrie 1857, Elisabeta a rămas însărcinată pentru a treia oară, iar mama ei, îngrijorată de starea ei fizică și mentală, spera că această nouă sarcină o va ajuta să se recupereze.
Vizita din 1857 a fost importantă nu doar pe plan personal, ci și din punct de vedere politic. În acea perioadă, Ungaria trăia sub o tensiune națională puternică și își dorea autonomie față de Imperiul Austriac. Afinitatea profundă a Elisbetei față de Ungaria și față de poporul maghiar a avut un impact semnificativ asupra relațiilor dintre cele două națiuni. Susținerea sa față de maghiari și influența pe care o avea asupra soțului său, împăratul Franz Joseph, au jucat un rol crucial în cadrul compromisului austro-maghiar din 1867, care a dus la crearea monarhiei duale Austro-Ungare. Acest acord a reprezentat un moment definitoriu în istoria Imperiului Habsburgic, contribuind la consolidarea unei uniuni strânse între cele două țări sub același tron.

### Nașterea unui fiu

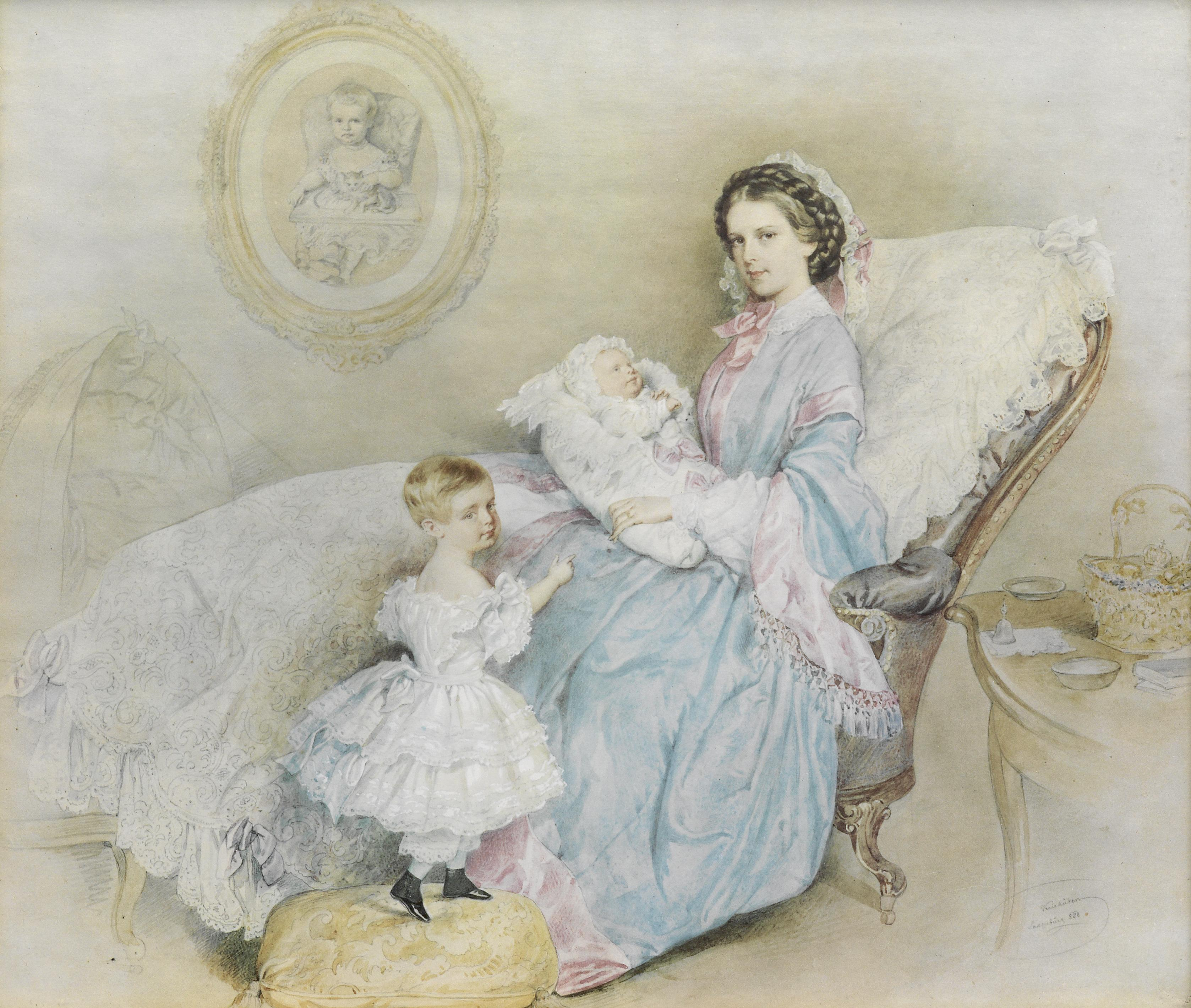
Împărăteasa Elisabeta alături de cei doi copii ai săi și de un portret al răposatei Arhiducese Sofia Friederike (1858).

Pe 21 august 1858, Elisabeta a născut în sfârșit un moștenitor, Rudolf Franz Karl Josef (1858–1889). Salutul cu 101 tunuri care a anunțat vestea în Viena a semnalat și o creștere considerabilă a influenței sale la curte. Acest lucru, combinat cu simpatiile sale față de Ungaria, a făcut-o pe Elisabeta un mediator ideal între maghiari și împărat. Interesul ei pentru politică s-a dezvoltat pe măsură ce înainta în vârstă; era de orientare liberală și s-a poziționat ferm de partea maghiarilor, în mijlocul tensiunilor naționaliste tot mai acute din imperiu.
Elisabeta a fost o susținătoare ferventă a conților maghiari, în special a lui Gyula Andrássy, despre care se spunea că ar fi fost și amantul ei. Ori de câte ori negocierile dificile dintre maghiari și curte se blocau, ea ajuta la reluarea lor. În timpul acestor discuții prelungite, ea i-a sugerat împăratului să-l numească pe Andrássy prim-ministru al Ungariei ca parte a unui compromis și, într-o încercare fermă de a-i aduce pe cei doi bărbați împreună, l-a mustrat sever pe soțul său:
„Am avut chiar acum o întâlnire cu Andrássy. El și-a expus punctele de vedere clar și deschis. Le-am înțeles foarte bine și am ajuns la concluzia că, dacă i-ai acorda încredere – și i-ai acorda încredere deplină – am putea salva nu doar Ungaria, ci și monarhia... Te pot asigura că nu ai de-a face cu un om care dorește cu orice preț să joace un rol sau să lupte pentru o funcție; dimpotrivă, el își riscă poziția actuală, care este una frumoasă. Dar fiind la un pas de naufragiu, și el este pregătit să facă tot ce-i stă în putere pentru a o salva; ceea ce deține – înțelegerea și influența sa în țară – le va pune la picioarele tale. Te rog pentru ultima dată, în numele lui Rudolf, să nu pierzi acest moment, chiar în ultimul ceas... ...Dacă spui „Nu”, dacă în ultimul moment nu mai ești dispus să asculți sfaturi dezinteresate. Atunci... vei fi eliberat pentru totdeauna de viitorul meu... și nu va mai rămâne nimic pentru mine, decât conștiința că, indiferent ce se va întâmpla, voi putea spune într-o zi, sincer, lui Rudolf: „Am făcut tot ce mi-a stat în putință. Nenorocirile tale nu sunt pe conștiința mea.”
Când Elisabeta a fost în continuare împiedicată să aibă control asupra educației și formării fiului său, s-a revoltat deschis.

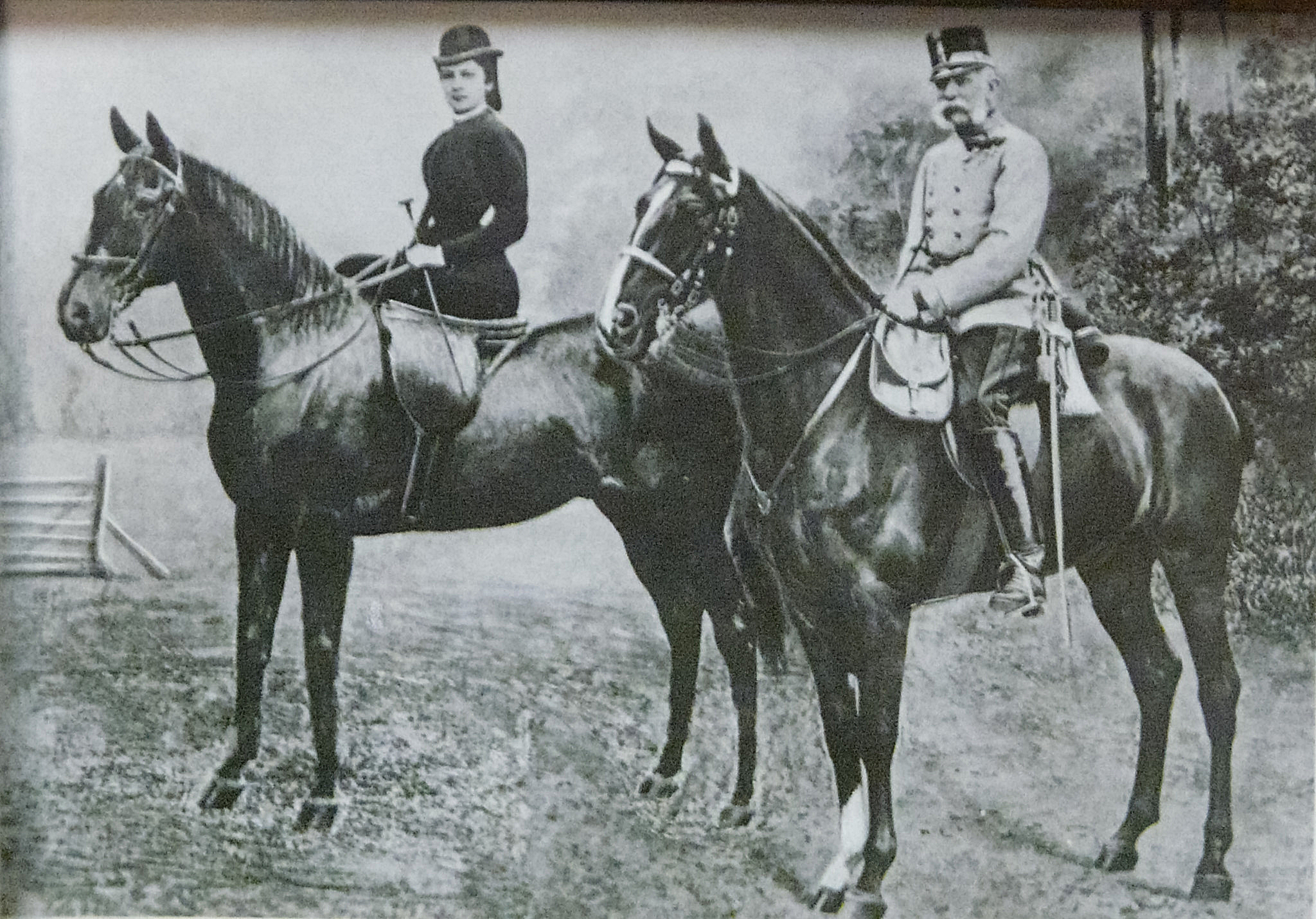
Împărăteasa Elisabeta alături de Împăratul Franz Joseph.

Din cauza atacurilor nervoase, a regimurilor de post, a exercițiilor fizice intense și a acceselor frecvente de tuse, starea sa de sănătate a devenit atât de alarmantă încât, în octombrie 1860, se raporta că nu suferea doar de „boala  Se temea că ar avea o afecțiune gravă a plămânilor, „lungenschwindsucht” (tuberculoză), iar specialistul Joseph Škoda i-a recomandat o vacanță pe insulele Madeira pentru a se recupera. În acest timp, curtea imperială era plină de zvonuri malițioase despre o presupusă relație între Franz Joseph și o actriță pe nume Frau Roll.
Elisabeta a profitat de această ocazie și a plecat departe de soțul și copii ei, petrecând iarna în izolare. La șase luni după plecare, la doar patru zile de la întoarcerea la Viena, a suferit din nou de tuse severă și febră. Mânca foarte puțin și dormea prost, iar Škoda a observat o recidivă a bolii sale pulmonare. I s-a recomandat o nouă cură de repaus, de data aceasta pe Insula Corfu, unde s-a îmbunătățit rapid. Dacă bolile ei erau în mare parte psihosomatice, ameliorându-se atunci când era departe de soțul și îndatoririle ei, obiceiurile alimentare cauzau și probleme fizice semnificative. În 1862, după aproximativ un an de absență, medicul ei de familie, Fischer din Munchen, a constatat o anemie severă și semne de hidropizie. Picioarele ei erau atât de umflate încât abia se putea mișca, având nevoie de ajutorul altora. La recomandarea medicului, a plecat la Bad Kissingen pentru o cură. Elisabeta s-a recuperat rapid în stațiune, dar în loc să se întoarcă acasă pentru a calma zvonurile despre absența sa, a preferat să petreacă mai mult timp cu familia ei în Bavaria. S-a întors în august 1862, cu câteva zile înainte de ziua de naștere a soțului său, dar a suferit o migrenă violentă și a vomitat de patru ori pe drum, ceea ce susține teoria că unele dintre plângerile sale erau legate de stres și erau, în mare parte, psihosomatice.
Rudolf avea acum patru ani, iar Franz Joseph spera la un alt fiu, pentru a asigura succesiunea la tron. Fischer a susținut că starea de sănătate a Elisabetei nu îi permitea o altă sarcină și că va trebui să urmeze periodic cure de tratament la Kissingen. Elisabeta a revenit la vechile sale obiceiuri de a evada din plictiseală și din rutina curții prin plimbări lungi și călărit, folosindu-și sănătatea ca pretext pentru a evita atât obligațiile oficiale, cât și intimitatea sexuală. Menținerea unui aspect tineresc a devenit un factor important în refuzul său de a rămâne însărcinată: „Copiii sunt blestemul unei femei, pentru că atunci când apar, le iau frumusețea, care este cel mai mare dar al zeilor.”
Acum, Elisabeta era mult mai hotărâtă în a se opune soțului și soacrei sale decât înainte, luând atitudine față de ei în privința educației militare a lui Rudolf, care, asemenea mamei sale, era extrem de sensibil și nu era potrivit pentru viața la curte.

### Coronarea maghiară

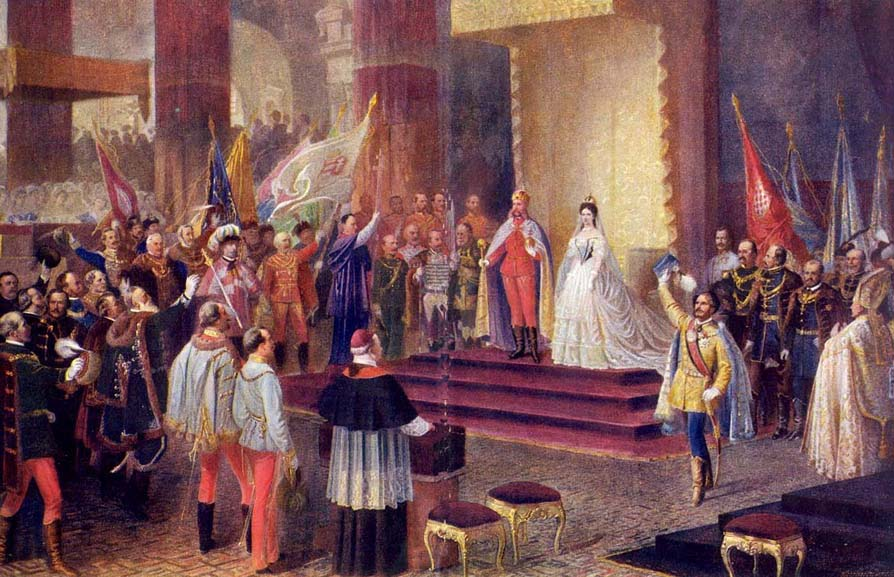
Coronarea lui Franz Joseph și a Elisabetei ca Rege și Regină Apostolici ai Ungariei

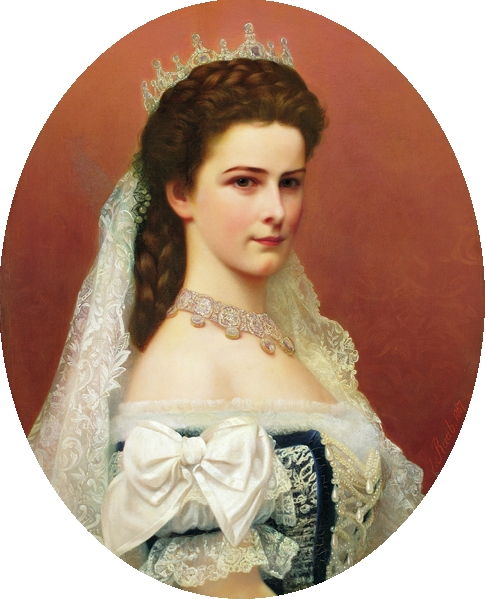
Împărăteasa Elisabeta în rochia de coroană a Ungariei și diadema cu trandafiri (1867)

După ce a găsit nenumărate pretexte pentru a evita sarcinile, Elisabeta a decis, într-un final, că își dorește un al patrulea copil. Decizia sa a fost, deopotrivă, o alegere personală, dar și o mișcare politică: prin întoarcerea în căsnicie, ea a asigurat că Ungaria, cu care simțea o legătură emoțională profundă, va obține un statut egal cu cel al Austriei.
Compromisul austro-ungar din 1867 a creat monarhia duală a Austro-Ungariei. Gyula Andrássy a fost numit primul prim-ministru al Ungariei și, în schimb, el a făcut în așa fel încât Franz Joseph și Elisabeta să fie încoronați oficial regi și regină ale Ungariei în luna iunie a acelui an.
Ca dar de încoronare, Ungaria le-a oferit cuplului regal o reședință la țară în Gödöllő, la doar 32 de kilometri est de Budapesta. În anul următor, Elisabeta a trăit în mare parte acolo, lăsându-i pe supușii austrieci, care o simțeau ca pe o regină distantă, să răspândească zvonuri conform cărora, dacă ar fi avut un băiat, l-ar fi numit Ștefan, după sfântul patron și primul rege al Ungariei. Totuși, această chestiune a fost evitată atunci când a născut o fetiță, Marie Valerie Mathilde Amalie (1868–1924). Supranumită „copilul maghiar”, ea s-a născut la Buda, la 10 luni după încoronarea părinților săi, și a fost botezată acolo în aprilie.
Hotărâtă să-și crească acest ultim copil de una singură, Elisabeta a obținut în cele din urmă ceea ce dorea. Ea și-a revărsat toate sentimentele materne reprimate asupra fiicei sale cele mai mici, până la punctul în care risca să o sufocare cu dragostea sa. Relația tot mai puternică cu Ungaria și educația Mariei Valerie în această țară au fost văzute ca simboluri ale angajamentului ei față de națiunea maghiară.
În timp ce încoronarea consolidase poziția sa în Ungaria, rolul Elisabetei ca mediator între Austria și Ungaria devenise și mai crucial. Creșterea influenței sale în cercurile nobilimii maghiare reflecta abilitatea ei de a jongla cu aspectele personale și politice ale vieții sale, ceea ce o făcea o figură esențială în succesul monarhiei austro-ungare.
Moartea Arhiducesei Sofia în 1872 a marcat o schimbare importantă pentru Elisabeta, oferindu-i mai multă libertate în educația copiilor și în relația cu Franz Joseph. Începutul decăderii influenței Sofiei la curte a avut un impact semnificativ asupra vieții Elisabetei, iar dispariția acesteia a adus cu sine o schimbare în dinamica puterii la curtea Habsburgilor.

### Căsătoria

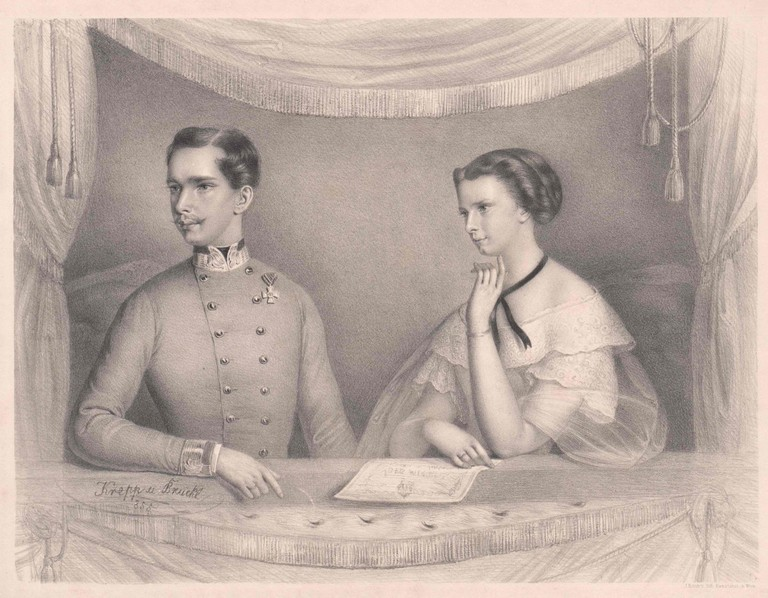
Împărăteasa Elisabeta și Împăratul Franz Joseph I al Austriei, cuplu tânăr, c. 1855

Împăratul Franz Joseph era îndrăgostit pasional de soția sa, dar relația lor era extrem de complexă. El era un bărbat stoic și sobru, un conservator politic, încă sub influența mamei sale, care respecta cu strictețe ceremoniile Curții Spaniole ce guvernau atât viața sa publică, cât și pe cea privată, în timp ce Împărăteasa Elisabeta trăia într-o lume complet diferită. Neliniștită până la punctul de hiperactivitate, introvertită din fire și tot mai emoțional distantă față de soțul său pe măsură ce îmbătrânea, ea fugea de el și de îndatoririle sale la curtea vieneză, evitându-le cât de mult posibil. Din cauza presiunii constante și a sănătății fragile, ca mijloc de evadare dintr-o viață care o priva de libertate și fericire, Elisabeta a început o viață de călătorii interminabile, fiind tot mai absentă din viața copiilor săi. Franz Joseph a tolerat aceste rătăciri, dar a încercat, constant și fără succes, să o ademenească spre o viață mai domestică, alături de el. Cu toate acestea, corespondența lor s-a intensificat în ultimii ani, iar relația lor a evoluat într-o prietenie caldă. Împărăteasa dormea foarte puțin și petrecea nopțile citind și scriind, iar chiar a început să fumeze, un obicei șocant pentru femei, care o transforma într-un subiect și mai amplu de bârfă. Ea avea un interes profund pentru istorie, filosofie și literatură și a dezvoltat o reverență adâncă pentru poetul german Heinrich Heine, un gânditor politic radical, a cărui corespondență o colecționa cu mare interes.

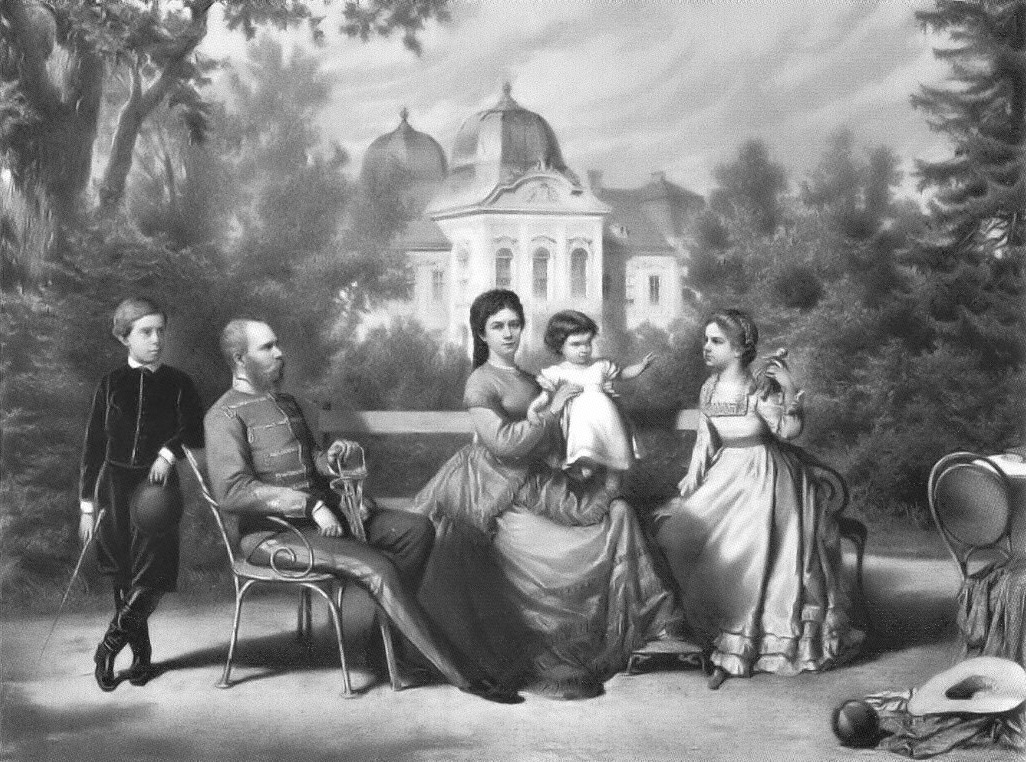
Gravură ce înfățișează familia regală maghiară la Palatul Gödöllő (c. 1870)

În încercarea de a-și găsi un loc în istorie, Elisabeta a scris poezii inspirate de Heine. Referindu-se la ea însăși ca Titania, regina zânelor din piesa „Visul unei nopți de vară” a lui William Shakespeare, ea își exprima gândurile și dorințele intime printr-o serie de poezii romantice, care serveau drept un jurnal secret. Majoritatea poeziilor sale abordează teme legate de călătoriile sale, influențe din mitologia greacă și romantism, și comentarii ironice la adresa dinastiei Habsburgice. Dorința ei de a călători se reflectă într-unul dintre versurile sale celebre:

Peste tine, ca păsările tale marine

Voi zbura neîncetat

Pentru mine pământul nu are colț
În care să-mi fac un cuib de durată.
Elisabeta era o femeie emoțional complexă și, probabil din cauza melancoliei și excentricității ce caracterizau familiile Wittelsbach și Habsburg, avea o preocupare constantă pentru tratamentul bolnavilor mintal. În 1871, când Împăratul Franz Joseph a întrebat-o ce și-ar dori ca dar pentru ziua ei onomastică, ea a enumerat un tigru tânăr și un medaliu, dar a adăugat: „...un azil de nebuni complet echipat m-ar mulțumi cel mai mult.”

### Incidentul Mayerling

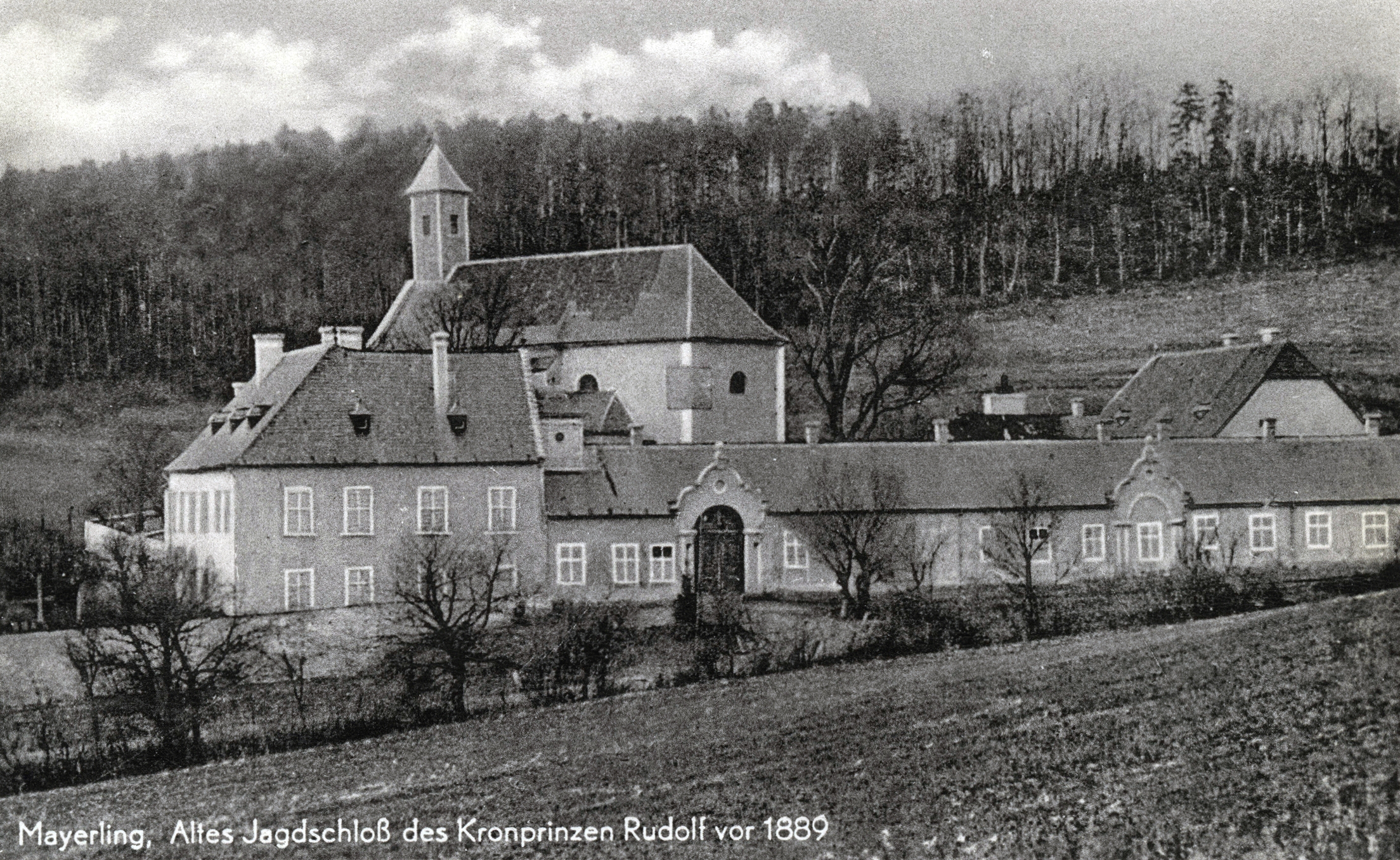
Cabana imperială de vânătoare de la Mayerling, unde Prințul Moștenitor Rudolf a murit prin sinucidere în 1889

În 1889, viața Elisabetei a fost devastată de moartea tragică a singurului său fiu, Rudolf, găsit mort împreună cu tânăra sa iubită, baroneasa Mary Vetsera, într-un incident suspectat a fi o crimă urmată de sinucidere din partea lui Rudolf. Acest scandal, cunoscut sub numele de „Incidentul Mayerling”, a fost numit astfel după locația cabanei de vânătoare a lui Rudolf din Austria Superioară, unde au fost găsiți cei doi.

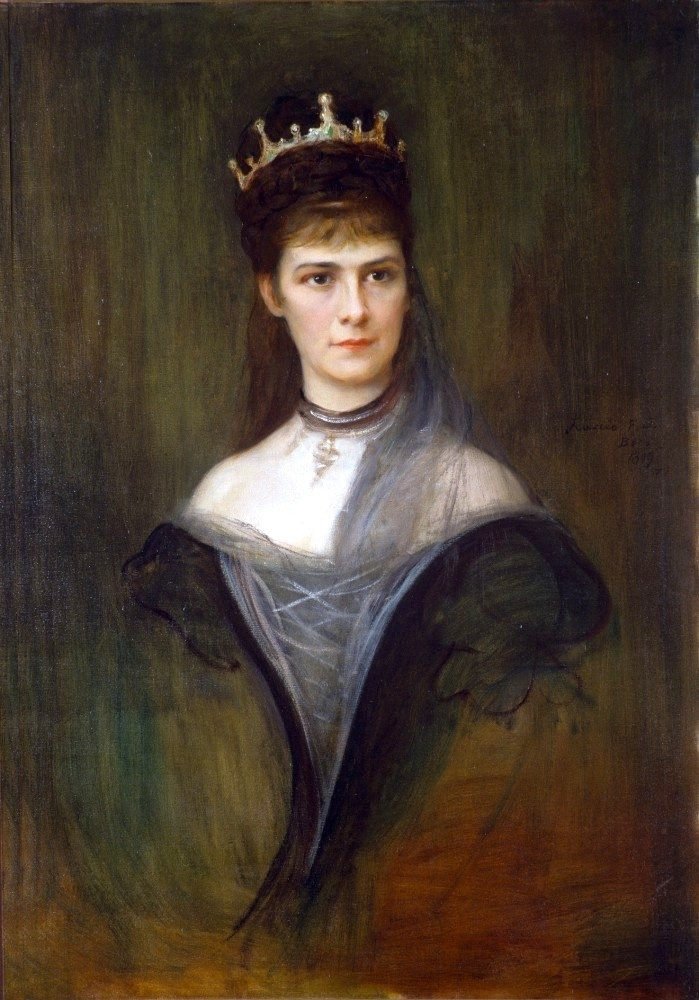
Elisabeta în rochie de doliu, pictură de Philip de László (1889)

Incidentul Mayerling a avut un impact profund asupra Elisabetei, fiind considerat un punct de cotitură în viața sa. Tragedia a accentuat melancolia și izolarea ei, iar în ochii publicului, Elisabeta a devenit o figură și mai enigmatică. După acest eveniment, dorința de retragere din viața publică s-a intensificat, iar povestea Elisabetei a fost alimentată de speculații și curiozități legate de viața ei personală și emoțională.
Elisabeta nu și-a revenit niciodată complet după pierderea fiului său, căzând tot mai adânc în melancolie. În decursul a doar zece ani, ea își pierduse tatăl, Maximilian I Josef al Bavariei, în 1888; fiul, Rudolf, în 1889; sora mai mare, Helene, în 1890; mama, Ludovika, în 1892; și sora mai mică, Sophie Charlotte, în urma unui incendiu tragic la Bazarul de la Charité, în 1897. După moartea lui Rudolf, se credea că a purtat doar negru pentru restul vieții, deși o rochie de culoare albastru deschis și crem, descoperită recent la Muzeul Sisi din Hofburg, datează din această perioadă. La această pierdere personală s-a adăugat și moartea contele Gyula Andrássy pe 18 februarie 1890, iar Elisabeta a mărturisit cu amărăciune: „Ultimul și singurul meu prieten este mort.” Fiica sa, Marie Valerie, a afirmat că „ea s-a agățat de el cu o adevărată și neclintită prietenie, așa cum a făcut poate cu nimeni altcineva.”
În urma acestor tragedii, Elisabeta s-a retras și mai mult din viața publică, devenind și mai excentrică și enigmatică în ochii lumii. Alegea să poarte haine care să-i ascundă fața și folosea un evantai pentru a se proteja de privirile curioase. Călătoriile ei interminabile au devenit o formă de evadare, o metodă de a scăpa de durerile și pierderile personale. Această retragere în afaceri private și drumeții a consolidat mitul „împărătesei misterioase” și a alimentat fascinația publicului față de viața sa privată, transformând-o într-o legendă vie în întreaga Europă.
Incidentul de la Mayerling a fost un factor cheie în creșterea interesului public față de Elisabeta, iar ea a continuat să fie o figură iconică, o senzație oriunde mergea. De obicei, purta un parasolar alb din piele, împreună cu un evantai care îi ascundea fața, protejându-se astfel de curiozitatea celor din jur.

### Regimul fizic
La 1,73 m, Elisabeta era considerată remarcabil de înaltă pentru femeile din epoca Imperiului Habsburgic, unde înălțimea medie era considerabil mai mică. Printr-un regim strict, bazat pe post și exerciții fizice, precum gimnastica și echitația, și-a menținut greutatea la aproximativ 50 kg de-a lungul celei mai mari părți a vieții.
După moartea fiicei sale Sofia, Elisabeta a intrat într-un doliu profund, refuzând să mănânce zile întregi – un comportament extrem care avea să se repete în perioadele ulterioare de melancolie și depresie. În general, doliul în aristocrația europeană era reglementat de norme stricte, dar reacția Elisabetei reflecta o suferință emoțională intensă, rar exprimată public la curțile imperiale. Dacă anterior lua masa de seară cu familia, a început să evite aceste momente; iar atunci când participa, consuma rapid și foarte puțin.
Ori de câte ori greutatea sa risca să depășească 50 de kilograme, apela la o „cură de post” sau „cură de foame”, care presupunea aproape post complet. Carnea, pe care adesea o găsea dezgustătoare, era înlocuită fie de sucul fripturilor pe jumătate crude, stors într-o supă subțire, fie de o dietă strictă bazată pe lapte și ouă. Aceste regimuri stricte erau influențate de teoriile medicale ale vremii, care asociau moderația alimentară cu sănătatea și frumusețea, dar în cazul Elisabetei, ele reflectau și o dorință intensă de control asupra propriului corp.

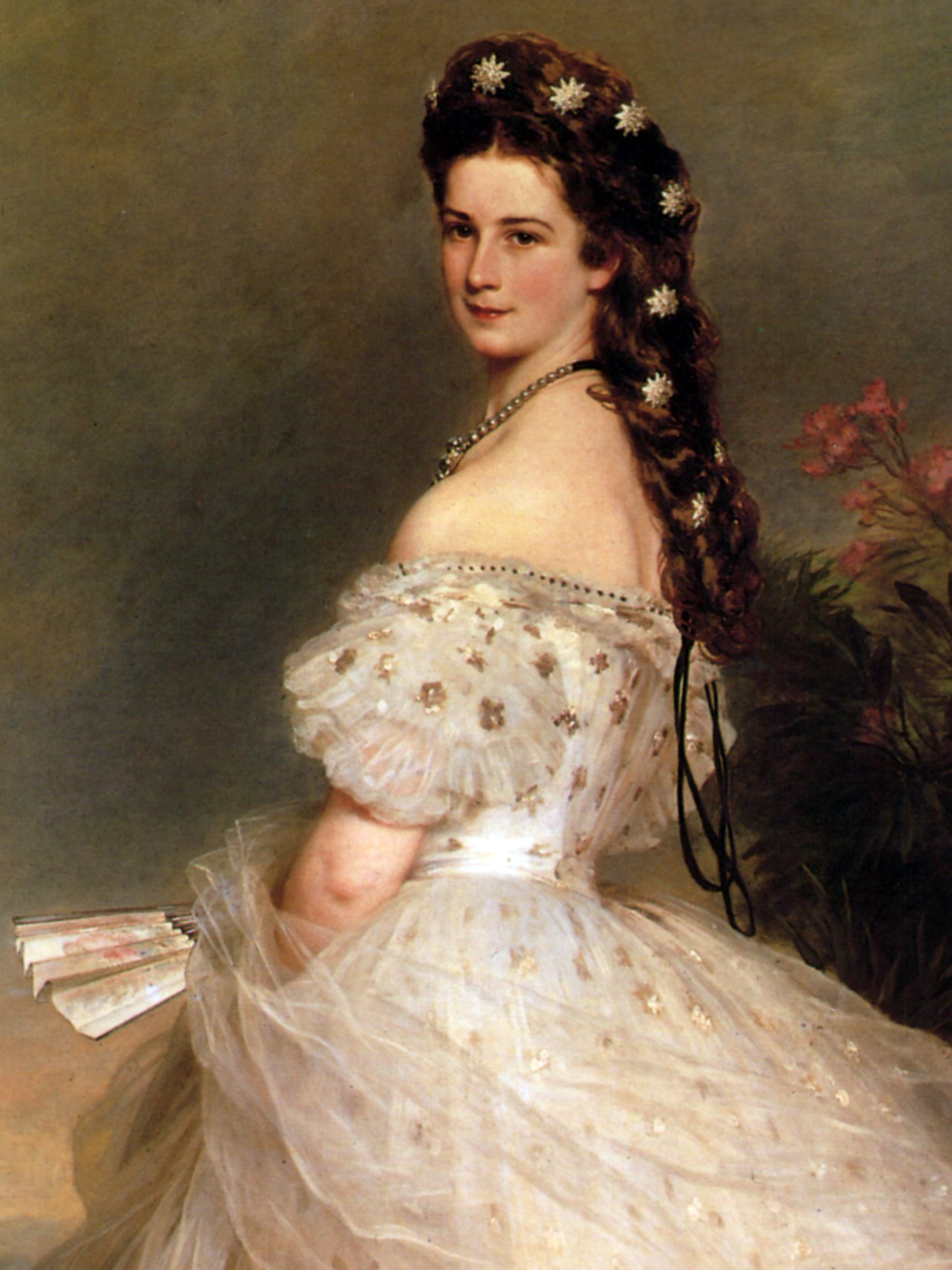
Împărăteasa Elisabeta a Austriei în rochia de gală de la curte, cu stele din diamant, pictată de Franz Xaver Winterhalter (1865)

Elisabeta își accentua silueta extrem de suplă prin strângerea excesivă a corsetului. În perioada 1859–1860, care a coincis cu înfrângerile politice și militare ale lui Franz Joseph în Italia, retragerea sa conjugală după trei sarcini succesive și conflictul său cu soacra pentru controlul asupra educației copiilor, își redusese circumferința taliei la doar 40 cm.
Practica strângerii corsetului era populară în epocă, ca parte a idealului victorian de frumusețe feminină, care privilegia talia subțire. Totuși, Elisabeta a dus această practică la extrem, transformând-o într-un simbol al controlului personal într-o viață marcată de constrângeri. Corsetele vremii erau de tip „split-busk”, închizându-se în față cu cârlige și ochiuri, însă pentru a rezista tensiunii strângerilor, Elisabeta comanda modele rigide, cu partea din față solidă, confecționate la Paris din piele, „asemănătoare celor purtate de curtezanele pariziene”. Procesul de strângere era atât de intens, încât uneori dura până la o oră.
Faptul că „le purta doar câteva săptămâni” sugerează că chiar și pielea era insuficient de rezistentă pentru cerințele sale. Sfida normele curții imperiale, afișându-și dimensiunile exagerate, ceea ce a provocat indignarea soacrei sale. Deși, la întoarcerea sa la Viena în august 1862, o doamnă de onoare a raportat că „mănâncă corespunzător, doarme bine și nu mai poartă corset strâns”, hainele Elisabetei din acea perioadă și până la moarte măsurau doar 47–49,5 cm în talie. Prințul de Hessa a descris-o drept „aproape inuman de suplă”. Elisabeta a dezvoltat o aversiune profundă față de femeile corpulente și a transmis această atitudine fiicei sale celei mai mici, care, copil fiind, a fost îngrozită la prima întâlnire cu Regina Victoria.
În tinerețe, Elisabeta a urmat moda epocii, dominată ani la rând de crinolinele cu cercuri metalice. Când moda a început să evolueze, ea a fost printre primele care au renunțat la crinolină, adoptând o siluetă mai strânsă și mai elegantă. Respingea atât accesoriile opulente, cât și protocolul rigid al curții care impunea schimbări frecvente de ținută, preferând o vestimentație simplă, monocromă, inspirată de costumul de călărie.:292 Refuza să poarte jupoane sau alte articole de lenjerie intimă care ar fi adăugat volum, iar hainele îi erau adesea literalmente cusute pe corp pentru a elimina cutele sau șifonările și pentru a sublinia talia extrem de subțire, devenită o emblemă personală.
Renunțarea la crinolină și adoptarea unei vestimentații mai simple nu au fost doar alegeri estetice, ci și o expresie a refuzului său subtil de a se conforma normelor rigide ale modei aristocratice. Prin stilul său, Elisabeta a influențat tendințele vremii, dar a stabilit și standarde estetice extrem de greu de atins, contribuind la perpetuarea idealurilor nesănătoase de frumusețe.

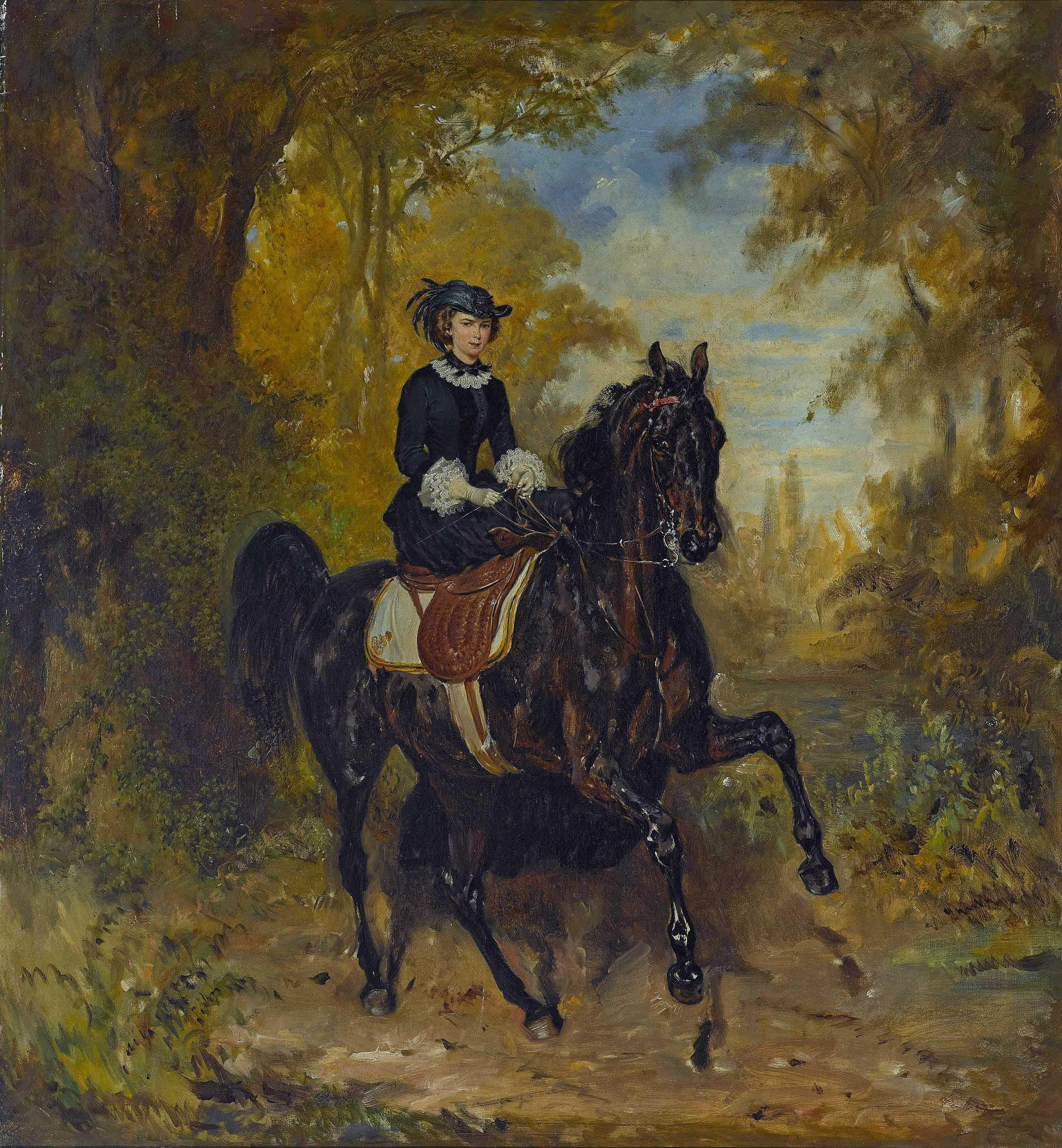
Împărăteasa Elisabeta în călărie, 1856

Împărăteasa Elisabeta a fost o deschizătoare de drumuri în promovarea unui stil de viață activ, adoptând obiceiuri riguroase și disciplinate de exerciții fizice. Fiecare reședință imperială în care locuia era echipată cu o sală de gimnastică. De exemplu, Sala Cavalerilor din Hofburg a fost transformată într-o astfel de sală, iar dormitorul său a fost dotat cu saltele și bârne de echilibru pentru exercițiile zilnice. La Vila Imperială din Bad Ischl, oglinzile imense îi permiteau să-și monitorizeze mișcările și postura. În anii 50 de viață, Elisabeta a început să practice scrima, dovedind aceeași determinare.
Elisabeta era o călăreață desăvârșită, considerată una dintre cele mai abile din epoca sa. Petrecea zilnic ore întregi călare, iar atunci când sciatică a împiedicat-o să continue această activitate, a înlocuit călăria cu plimbări lungi și drumeții, supunându-și însoțitorii unor marșuri interminabile, indiferent de vreme. Prin pasiunea sa pentru sport, ea a contrazis convențiile sociale ale vremii, devenind o pionieră a activităților fizice pentru femeile din înalta societate.
În ultimii ani ai vieții, Elisabeta a devenit din ce în ce mai obsedată de greutatea sa, cântărindu-se de până la trei ori pe zi. Apela frecvent la băi de aburi pentru a preveni acumularea de kilograme, iar până în 1894 ajunsese la o greutate de doar 43,5 kg, fiind aproape emaciată. Deși regimul său alimentar era în mod obișnuit extrem de restrictiv, Elisabeta a manifestat episoade ocazionale de mâncat compulsiv.  În 1878, i-a surprins pe însoțitorii săi când a vizitat incognito un restaurant, unde a consumat șampanie, pui fript, salată italiană și o cantitate considerabilă de prăjituri. Alte episoade similare ar fi avut loc în secret, după cum sugerează achiziția unei case de țară în Anglia, în 1881, unde a construit o scară spiralată pentru a accesa bucătăria fără a fi observată.
Stilul său de viață, marcat de obsesia pentru greutate și imagine, reflecta tensiunile personale și presiunile exercitate de poziția sa imperială. Relațiile dificile cu soțul, împăratul Franz Joseph, și cu soacra sa, arhiducesa Sofia, precum și sentimentul de izolare emoțională au contribuit la comportamentele ei compulsive și la dorința sa de a controla aspectele fizice ale propriei vieți.
Istoricii au sugerat că aceste comportamente trădau prezența unei tulburări alimentare restrictive. Walter Vandereycken, profesor de psihologie, a afirmat: „Numeroase documente descriu în mod repetat teama considerabilă a Elisabetei de a lua în greutate și schimbările psihopatologice caracteristice anorexiei nervoase.”

### Frumusețea

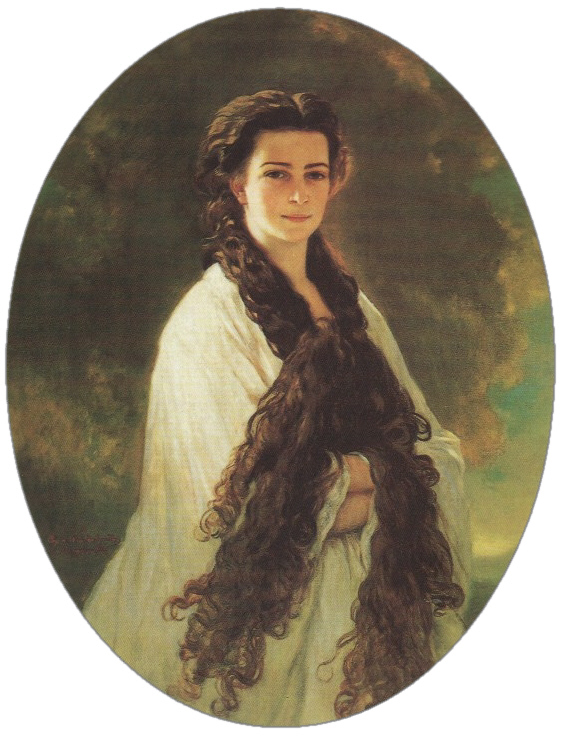
Portretul Elisabetei, în care este surprins părul ei lung. Creat de Franz Xaver Winterhalter în 1865, se spune că a fost una dintre picturile preferate ale împăratului Franz Joseph cu soția sa.

Elisabeta este recunoscută ca una dintre cele mai frumoase și celebre femei din Europa secolului XIX. Pe lângă regimul său riguros de exerciții fizice, ea urma rutine de înfrumusețare extrem de exigente. Îngrijirea zilnică a părului său lung și abundent, care trecea de la blondul închis al tinereții la un brunet castaniu, dura cel puțin trei ore. Părul ei era atât de greu încât adesea se plângea că greutatea împletiturilor elaborate și a agrafei îi provoca dureri de cap. Elisabeta era profund conștientă de importanța imaginii sale ca simbol al grației imperiale, iar regimul său strict de îngrijire a părului reflecta presiunea constantă de a menține o imagine perfectă, specifică unui monarh.
Coafeza sa, Franziska Feifalik, care a început ca coafeză de scenă la Wiener Burgtheater, era responsabilă de coafurile complexe ale Elisabetei și o însoțea în toate călătoriile sale. Feifalik era obligată să poarte mănuși albe și nu avea voie să poarte inele. După ore de coafare, firele de păr căzute trebuiau prezentate într-un bol de argint pentru a fi inspectate de împărăteasă. Când părul era spălat cu o combinație de ouă și coniac, întreaga zi era dedicată acestei proceduri. Coafurile elaborate și îngrijirea părului deveneau simboluri ale frumuseții ideale impuse de curte, subliniind rigorile regale și așteptările nerealiste privind aspectul exterior al împărătesei. Înainte de moartea fiului său, i-a încredințat Feifalik sarcina de a smulge firele de păr gri, iar la sfârșitul vieții, părul său era descris ca „abundent, dar cu fire de argint.”:58
Aceste ritualuri de înfrumusețare pot fi privite ca un răspuns la presiunile constante ale statutului său regal. Impactul lor asupra sănătății fizice și mentale a Elisabetei este evident în izolarea și stresul crescut pe care le-a experimentat pe măsură ce înainta în vârstă. Practicile exagerate de îngrijire, cum ar fi regimul de spălare a părului cu ouă și coniac, reflectă nu doar o preocupare estetică, ci și presiunea psihologică de a întruchipa un ideal imposibil de frumusețe imperială.
Elisabeta folosea aceste ore de îngrijire pentru a învăța limbi străine. Vorbea fluent engleza și franceza și a adăugat limba greacă modernă studiilor sale de maghiară. Tutorul său de limbă greacă, Constantin Christomanos, descria ritualul astfel:
„Coafarea durează aproape două ore,” spunea ea. „Și, în timp ce părul meu este îngrijit, mintea mea rămâne inactivă. Mă tem că mintea mea scapă prin păr și ajunge pe degetele coafezei. De aceea am dureri de cap ulterior.” Împărăteasa stătea la o masă, mutată în mijlocul camerei, acoperită cu o față de masă albă. Era învăluită într-un peignoir alb, dantelat, iar părul ei, desfăcut și ajungând până la podea, o învăluia complet.
Elisabeta folosea cosmetice și parfumuri cu moderație, dorind să pună în valoare frumusețea sa naturală. Totuși, pentru a-și păstra frumusețea, testa nenumărate produse cosmetice, preparate fie în farmacia curții, fie de o doamnă de onoare în propriile sale apartamente. Se pare că prefera „Crème Céleste” (compusă din ceară albă, spermanțet, ulei de migdale dulci și apă de trandafiri), dar folosea și o gamă variată de alte tonice faciale și ape.
Ritualurile sale de noapte și de culcare erau la fel de exigente. Elisabeta dormea fără pernă, pe un pat metalic, pe care îl considera mai eficient pentru menținerea unei posturi drepte. Fie carne de vițel crudă, fie căpșuni zdrobite erau aplicate pe masca facială din piele.. Era masată intens și adesea dormea cu pânze înmuiate fie în oțet de violet, fie în oțet de cidru de mere, aplicate pe șolduri pentru a-și păstra talia subțire. Gâtul îi era înfășurat cu pânze înmuiate în apă tonifiată Kummerfeld. Pentru a-și menține tonusul pielii, făcea un duș rece în fiecare dimineață (ceea ce, în anii ulteriori, îi agrava artrita) și o baie cu ulei de măsline seara.
Elisabeta avea o aversiune față de a fi fotografiată, mai ales spre sfârșitul vieții sale, și era rapidă în a folosi un evantai sau o umbrelă pentru a împiedica realizarea portretelor sale.:8

### Călătorii

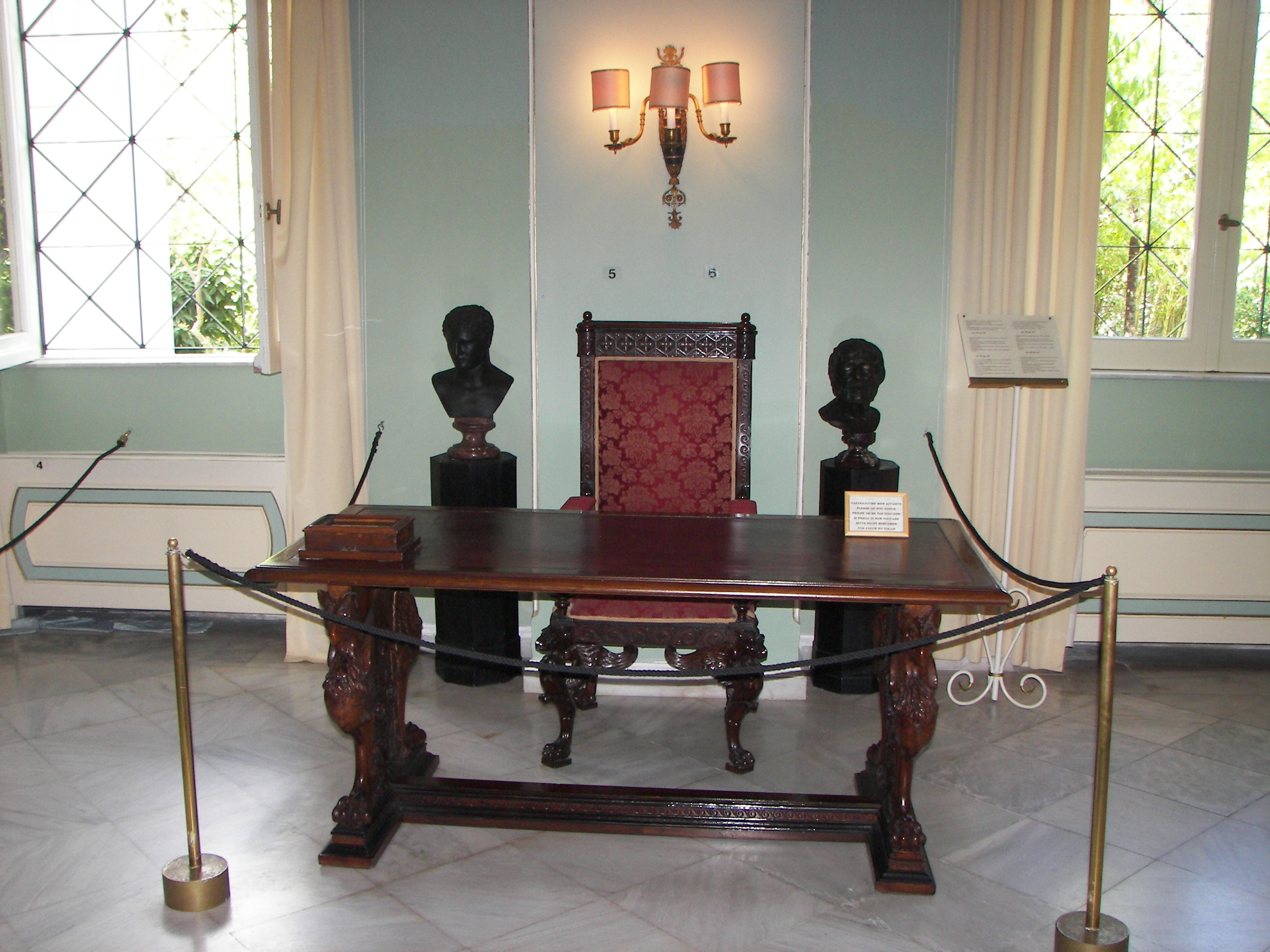
Biroul împărătesei Elisabeta de la Achilleion din Corfu

Aflată pe vaporul său imperial, Miramar, împărăteasa Elisabeta a călătorit extensiv prin Marea Mediterană. Printre destinațiile sale preferate se numărau Cap Martin, pe Riviera Franceză, și Sanremo, pe Riviera Ligurică, regiuni în care turismul abia începuse să se dezvolte în a doua jumătate a secolului al XIX-lea; Lacul Leman din Elveția; Bad Ischl, în Austria Superioară, unde cuplul imperial obișnuia să-și petreacă verile; și insula Corfu.
Împărăteasa a fost, de asemenea, o călătoare neconvențională pentru vremurile sale, explorând locuri rareori vizitate de regalitatea europeană: Maroc, Algeria, Malta, Turcia și Egipt. În legătură cu aceste peregrinări, ea a mărturisit: „Dacă aș ajunge într-un loc știind că nu l-aș putea părăsi niciodată, întreaga ședere ar deveni un iad, deși ar fi paradis.”
După moartea tragică a fiului său, Elisabeta a comandat construirea unui palat pe insula Corfu, pe care l-a numit Achilleion, inspirându-se din figura eroului Ahile din Iliada lui Homer. Această reședință, o combinație de stiluri arhitecturale și elemente mitologice, reflecta pasiunea epocii pentru antichitatea greacă. Împăratul Franz Joseph spera că Elisabeta se va stabili aici, însă interesul său pentru această proprietate „de poveste” a fost de scurtă durată. Palatul a fost cumpărat ulterior de împăratul german Wilhelm al II-lea, iar mai târziu a intrat în posesia statului grec, fiind transformat în muzeu (în prezent sub administrarea Organizației Naționale de Turism a Greciei).
Pasiunea Elisabetei pentru călătorii nu era singurul subiect care captiva publicul vremii. Ziarele relatau despre dragostea sa pentru echitație, regimurile stricte de dietă și exerciții fizice, dar și despre eleganța sa vestimentară. Cumpăra deseori haine de la renumita casă de modă din Budapesta, Antal Alter (acum Alter și Kiss), foarte apreciată în cercurile mondene. Se vehiculau și zvonuri despre presupuse iubiri clandestine, deși nu există dovezi clare în acest sens. Printre numele menționate s-a numărat George „Bay” Middleton, un scoțian șarmant, cunoscut pentru legătura cu Lady Henrietta Blanche Hozier și paternitatea Clementinei Ogilvy Hozier, viitoarea soție a lui Winston Churchill. În paralel, Elisabeta a susținut relația apropiată dintre Franz Joseph și actrița Katharina Schratt, oferindu-i acestuia companie în timpul absențelor sale prelungite.
Elisabeta călătorea adesea incognito, preferând pseudonime precum „Contesa de Hohenembs”. Această alegere, reflectând o dorință de anonimat rară printre monarhii vremii, sublinia caracterul său nonconformist și nevoia de a se distanța de protocolul regal. De asemenea, refuza adesea să se întâlnească cu monarhi europeni atunci când nu se simțea în dispoziția potrivită. Pe parcursul tururilor sale de mers rapid, care durau ore întregi, era însoțită fie de profesorii săi de limba greacă, fie de doamnele sale de onoare. Contesa Irma Sztáray, ultima sa însoțitoare, o descria pe împărăteasă drept o persoană retrasă, extrem de sensibilă, cu un spirit liberal și modest, un observator fin și un ascultător desăvârșit, dotată cu o inteligență remarcabilă.
În timpul unei șederi în Grecia, la vârsta de 51 de ani (1888), Elisabeta și-a făcut un tatuaj cu o ancoră pe umăr, simbolizând dragostea sa pentru mare.
Aproape toți cei 10 însoțitori care o acompaniau în călătoriile sale erau tineri de origine greacă, majoritatea având în jur de 20 și ceva de ani. Dintre aceștia, cel mai cunoscut a fost Constantin Christomanos, viitor dramaturg și regizor de teatru, ale cărui memorii despre împărăteasă au fost interzise de curtea vieneză. Alți apropiați notabili erau avocatul Nikos Thermoyanis; Roussos Roussopoulos, care, datorită sprijinului Elisabetei, a devenit consul onorific la Budapesta; Constantin Manos, un militant împotriva ocupației otomane în Creta; și Marinos Marinaky, co-fondator al faimosului club de fotbal grec Panathinaikos. Relațiile Elisabetei cu figuri precum Manos și Marinaky demonstrează o conexiune rară între regalitatea europeană și mișcările culturale din Grecia modernă.
Ultimul său profesor, englezo-grecul Frederic Barker, a avut un rol crucial în negocierile pentru vânzarea Achilleion-ului. După moartea Elisabetei, Barker a continuat să mențină legătura cu familia imperială și a devenit francmason. În timpul călătoriilor sale, împărăteasa era adesea însoțită și de terapeutul suedez Arvid Ludvig Kellgren, căruia i-a dedicat poezii cu tentă romantică.

## Asasinarea

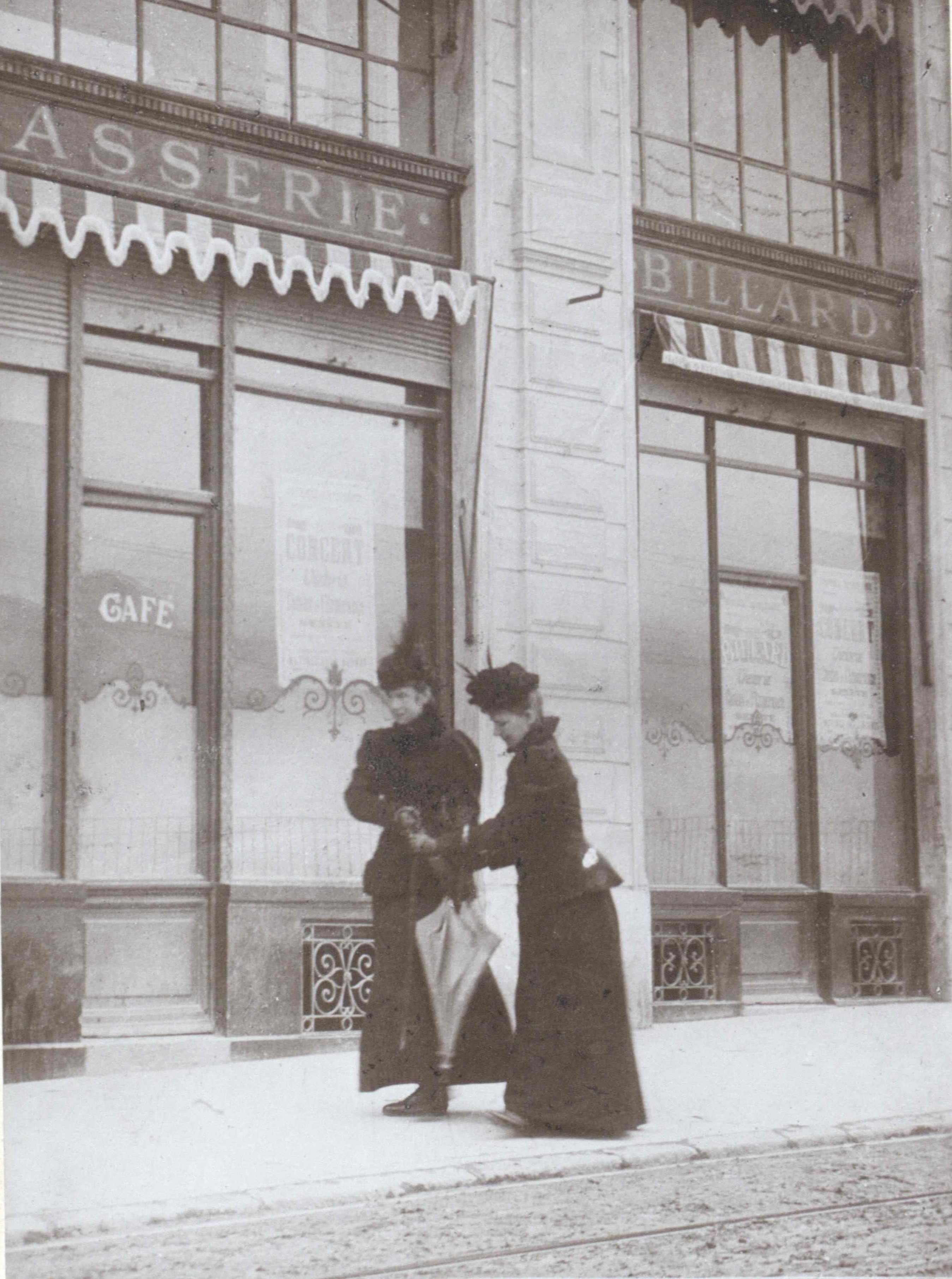
Ultima fotografie cunoscută a Elisabetei, făcută la Territet, Elveția, cu o săptămână înainte de moartea sa.

În 1898, în ciuda avertismentelor cu privire la posibile atentate, împărăteasa Elisabeta, în vârstă de 60 de ani, a călătorit incognito la Geneva, Elveția. Totuși, un angajat al Hôtel Beau-Rivage a dezvăluit că împărăteasa Austriei era oaspetele lor.
La ora 13:35, sâmbătă, 10 septembrie 1898, Elisabeta și contesa Irma Sztáray, doamna sa de onoare, au plecat pe jos de la hotel, aflat pe malul lacului Geneva, pentru a prinde vaporul Genève spre Montreux. Deoarece împărăteasa evita procesiunile și atenția publică, a insistat să meargă pe jos, fără însoțirea celorlalți membri ai suitei sale.
Pe promenadă, un anarhist italian de 25 de ani, Luigi Lucheni, s-a apropiat de ele, încercând să privească sub umbrela împărătesei. Potrivit contesei Sztáray, când clopotul vaporului a anunțat plecarea, Lucheni părea să se împiedice și a întins mâna, ca și cum ar fi încercat să se sprijine. În realitate, într-un act de „propagandă prin faptă”, el a înjunghiat-o pe Elisabeta cu o pilă ascuțită de 10 cm, folosită pentru pilirea ochiurilor acelor industriale, pe care o fixase într-un mâner de lemn.
Inițial, Lucheni intenționase să-l asasineze pe Ducele de Orléans, însă pretendentul la tronul Franței părăsise Geneva mai devreme, îndreptându-se spre Valais. Neavând altă țintă, asasinul a ales-o pe Elisabeta, după ce un ziar din Geneva a dezvăluit că femeia elegantă care călătorea sub pseudonimul „Contesa de Hohenembs” era împărăteasa Austriei.
Sunt anarhist prin convingere... Am venit la Geneva să ucid un suveran, cu scopul de a da un exemplu celor care suferă și celor care nu fac nimic pentru a-și îmbunătăți poziția socială; nu conta cine era suveranul pe care trebuia să-l ucid... Nu am lovit o femeie, ci o împărăteasă; nu am vizat o persoană, ci o coroană.:326–327

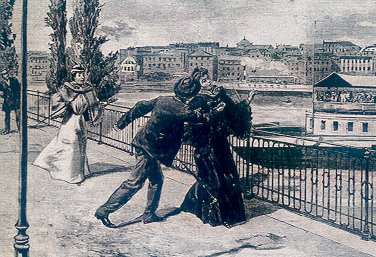
Reprezentare artistică a asasinării Elisabetei de către anarchistul italian Luigi Lucheni.

După ce Lucheni a lovit-o, Elisabeta s-a prăbușit. Un birjar a ajutat-o să se ridice și a alertat concierge-ul Hôtel Beau-Rivage, Planner, care urmărea drumul împărătesei spre vaporul Genève. Cele două femei au mers aproximativ 100 de metri până la pasarelă și s-au îmbarcat. Sztáray, slăbind strânsoarea de pe brațul Elisabetei, a văzut cum aceasta a leșinat și s-a prăbușit lângă ea.
Disperată, Sztáray a cerut ajutor. Singura persoană disponibilă a fost o fostă infirmieră, o pasageră. Căpitanul vaporului, Louis Roux, neștiind cine era Elisabeta, le-a sugerat să debarce, dar vaporul plecase deja. Trei bărbați au transportat-o pe împărăteasă pe puntea superioară, unde au așezat-o pe o bancă. Sztáray i-a desfăcut rochia și șireturile corsetului pentru a-i ușura respirația.
Elisabeta și-a revenit ușor. Întrebată de Sztáray dacă simte dureri, a răspuns: „Nu”. Apoi a întrebat: „Ce s-a întâmplat?”, înainte de a leșina din nou.:317

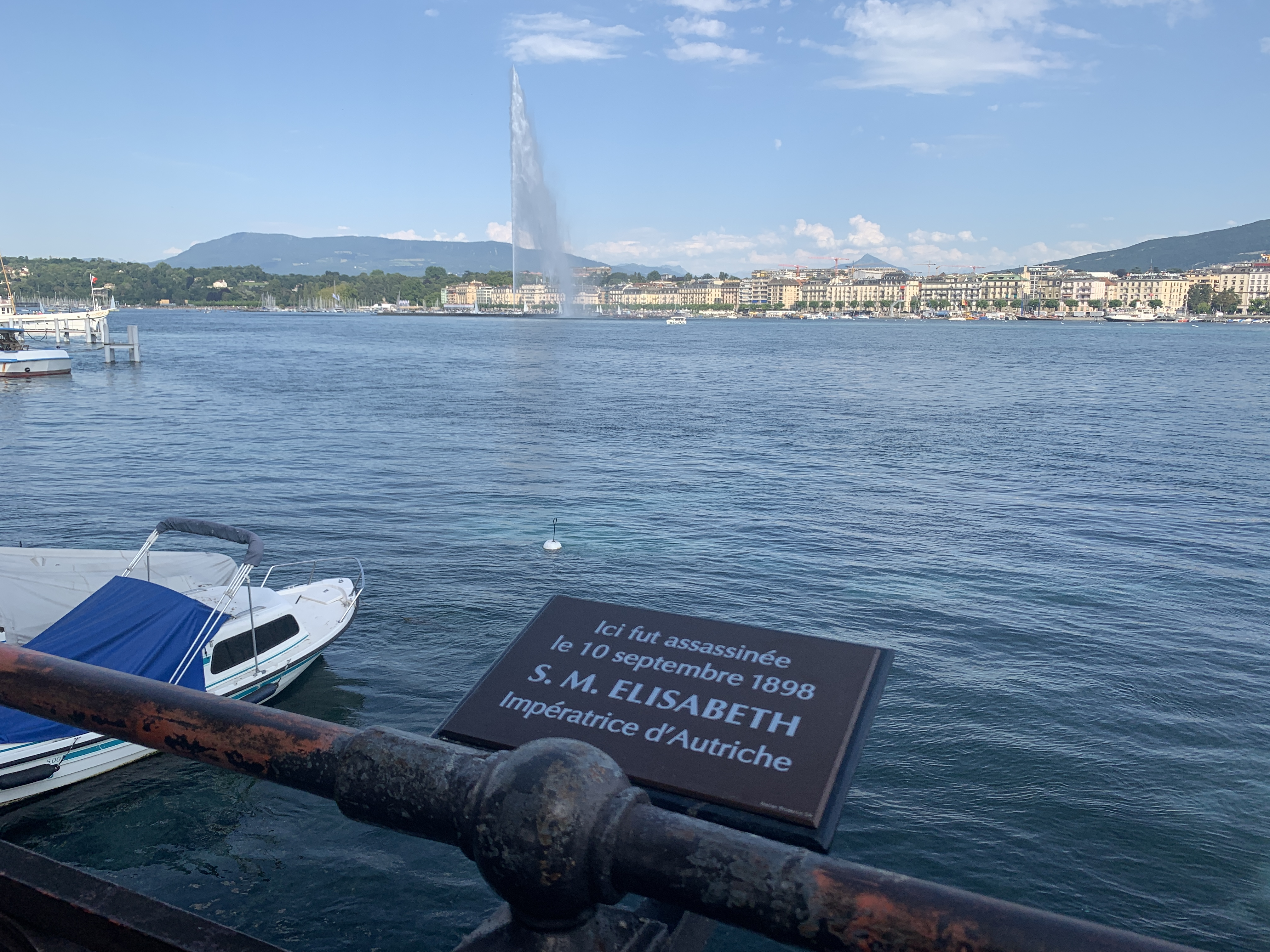
Placa inscripționează "Aici a fost asasinată Împărăteasa Elisabeta a Austriei pe 10 septembrie 1898" în Geneva, Elveția (2022)

Alarmată de o mică pată brună deasupra sânului stâng, Sztáray a informat căpitanul despre identitatea împărătesei. Vaporul s-a întors imediat la Geneva. Șase marinari au improvizat o targă dintr-o velă, perne și două vâsle, ducând-o pe Elisabeta înapoi la Hôtel Beau-Rivage.
La hotel, Fanny Mayer, soția directorului, o asistentă și Sztáray au dezbrăcat-o pe împărăteasă și i-au scos pantofii. În acel moment, au observat câteva picături de sânge și o rană superficială. Când au mutat-o pe pat, era clar că murise.
Frau Mayer a declarat că cele două respirații slabe auzite în timpul aducerii în cameră au fost ultimele. Doi medici, Dr. Golay și Dr. Mayer, au confirmat decesul la ora 14:10, după ce au verificat absența sângelui în artera brațului stâng. Un preot, ajuns prea târziu pentru a-i administra împărtășania, s-a rugat alături de ceilalți.
Toți cei prezenți s-au rugat pentru sufletul ei. Contesa Sztáray i-a închis ochii și i-a unit mâinile.:333
Elisabeta a fost Împărăteasa Austriei timp de 44 de ani.
Când Franz Joseph a primit telegrama care îl informa despre moartea Elisabetei, prima sa temere a fost că aceasta ar fi fost cauzată de sinucidere. Doar ulterior, când a sosit un mesaj detaliind asasinatul, a fost liniștit în această privință. Telegrama solicita permisiunea de a efectua o autopsie, iar răspunsul a fost că trebuiau urmate procedurile prescrise.:324
Autopsia a fost efectuată a doua zi de către medicul Golay, care a constatat că arma, care nu fusese încă găsită, pătrunsese 8,5 cm în toracele Elisabetei, fracturând a patra coastă, perforând plămânul și pericardul și ajungând în inimă, prin partea superioară, pentru a ieși prin baza ventriculului stâng. Datorită ascuțimii și subțirimii pilei, rana era foarte îngustă și, din cauza presiunii exercitate de corsetul extrem de strâns al Elisabetei, hemoragia în sacul pericardic în jurul inimii a fost încetinită, reducându-se la câteva picături. Până când acest sac s-a umplut (o urgență medicală cunoscută sub numele de tamponadă cardiacă), bătăile inimii nu au fost afectate, motiv pentru care împărăteasa a reușit să meargă de la locul atacului până la pasarela vaporului. Dacă arma nu ar fi fost îndepărtată, ea ar fi trăit mai mult, având în vedere că aceasta ar fi acționat ca un dop care ar fi oprit sângerarea.:310
Golay a fotografiat rana, dar a predat fotografia Procurorului General al Elveției, care a dispus distrugerea acesteia, la ordinul lui Franz Joseph, împreună cu instrumentele folosite la autopsie.:383

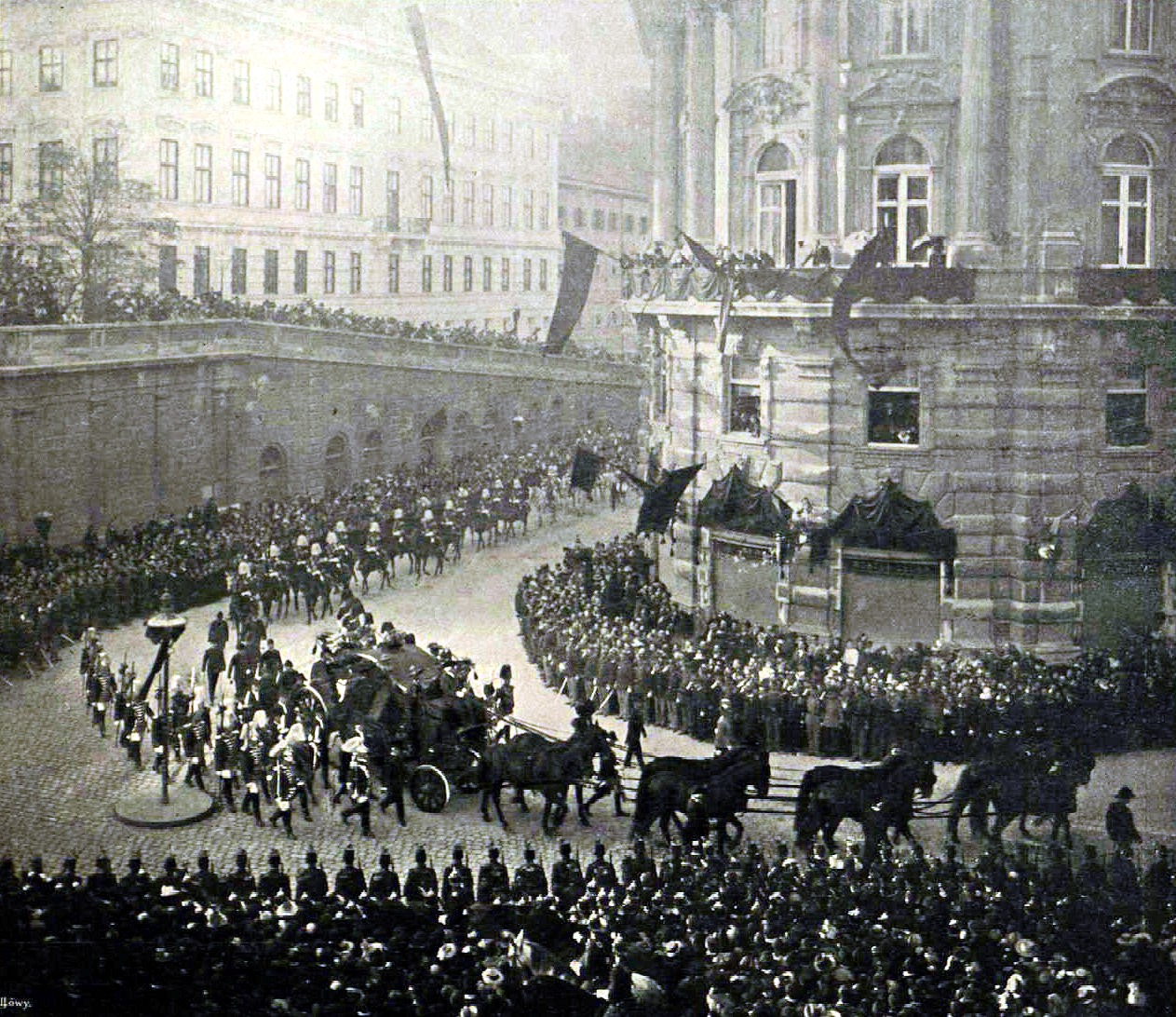
Procesiunea funerară de la Viena (17 septembrie 1898)

În timp ce Geneva era cufundată în doliu, trupul Elisabetei a fost depus într-un sicriu triplu: două sicrie interioare din plumb și unul exterior din bronz, așezat pe gheare de leu. Marți, înainte ca sicriele să fie sigilate, reprezentanții oficiali ai lui Franz Joseph au venit pentru a identifica trupul. Sicriul era prevăzut cu două panouri de sticlă, acoperite cu uși care puteau fi glisate pentru a permite vizionarea feței.:333
Miercuri dimineața, trupul a fost transportat înapoi la Viena cu un tren funerar. Inscripția de pe sicriu era: „Elisabeth, Împărăteasa Austriei”. Ungurii s-au arătat revoltați, iar cuvintele „și Regina Ungariei” au fost adăugate în grabă. Întregul imperiu era în doliu profund; optzeci și doi de suverani și nobili de rang înalt au însoțit cortegiul funerar în dimineața zilei de 17 septembrie până la Cripta Imperială de la Biserica Capucinilor.:359

### Consecințe

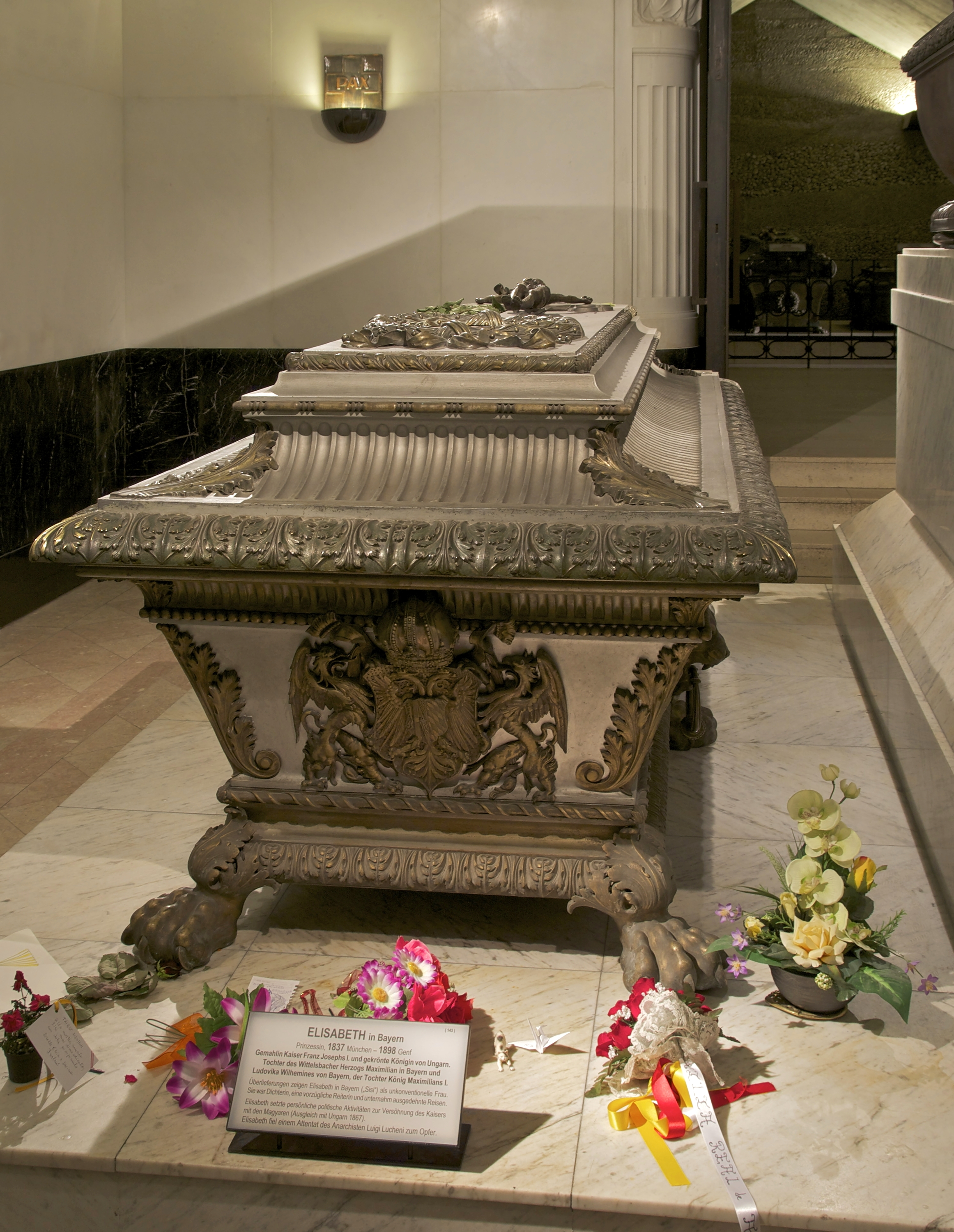
Mormântul Împărătesei Elisabeta, situat lângă cel al soțului său, Franz Joseph, în Cripta Imperială din Viena. Pe cealaltă parte a mormântului lui Franz Joseph se află cel al fiului lor, Arhiducele Moștenitor Rudolf.

După atac, Lucheni a fugit pe Rue des Alpes, unde a aruncat pila în intrarea de la nr. 3. A fost capturat de doi șoferi de taxi și un marinar, apoi reținut de un jandarm. Arma a fost găsită a doua zi de către concierge, în timpul curățeniei de dimineață; acesta a presupus că pila îi aparținea unui muncitor care se mutase cu o zi înainte și nu a anunțat poliția despre descoperirea sa decât în ziua următoare. Pila nu avea urme de sânge, iar vârful era rupt, probabil din cauza faptului că Lucheni o aruncase. Având un aspect tocit, pila a fost aleasă, cel mai probabil, intenționat, pentru a fi mai puțin vizibilă decât un cuțit lucios, care ar fi trădat intențiile lui Lucheni.:313 Lucheni plănuise inițial să cumpere un stilet, dar, neavând banii necesari de 12 franci, a ascuțit o pilă veche, creând o armă improvizată, și a tăiat un buștean pentru a confecționa un mâner.
Deși Lucheni susținea că a acționat singur, având în vedere că mulți refugiați politici găseau adăpost în Elveția, s-a luat în considerare posibilitatea ca acesta să fi făcut parte dintr-un complot, iar viața împăratului să fi fost, de asemenea, în pericol. După aflarea faptului că un italian era responsabil de asasinarea Elisabetei, la Viena a izbucnit o revoltă generală și s-au amenințat represalii împotriva italienilor. Intensitatea șocului, doliului și indignării a fost mult mai mare decât în urma veștii morții lui Rudolf.
A existat, de asemenea, o mare indignare privind lipsa protecției pentru împărăteasă. Poliția elvețiană era bine informată despre prezența acesteia, iar telegramele trimise autorităților competente, recomandând luarea tuturor măsurilor de precauție, fuseseră expediată. Șeful poliției din cantonul Vaud, Virieux, organizase protecția Elisabetei, dar aceasta observase prezența ofițerilor în fața hotelului cu o zi înainte de asasinat și protestase că supravegherea era deranjantă. Drept urmare, Virieux a fost nevoit să-i retragă pe aceștia. De asemenea, se consideră că, dacă Elisabeta nu ar fi trimis acasă ceilalți membri ai însoțitorilor săi în acea zi, un anturaj mai numeros decât o singură doamnă de onoare ar fi putut descuraja pe Lucheni, care o urmărise pe împărăteasă de câteva zile, așteptând un moment favorabil.:321
Lucheni a fost adus în fața instanței din Geneva în octombrie. Furios că pedeapsa cu moartea fusese abolită în acest canton, el a cerut să fie judecat conform legilor cantonului Lucerna, care încă prevedea pedeapsa capitală, semnând scrisoarea: „Luigi Lucheni, anarhist și unul dintre cei mai periculoși”. Având în vedere că Elisabeta era cunoscută pentru preferința sa față de oamenii simpli și pentru activitățile caritabile, fiind considerată o țintă inocentă, sănătatea mintală a lui Lucheni a fost inițial pusă sub semnul întrebării.:322 A fost declarat sănătos mintal, dar a fost judecat ca un criminal obișnuit, nu ca un infractor politic. După încarcerarea sa pe viață și refuzul de a i se permite să facă o declarație politică prin fapta sa, a încercat să se sinucidă folosind cheia ascuțită de la o conservă de sardine pe 20 februarie 1900. Zece ani mai târziu, pe 16 octombrie 1910, s-a spânzurat cu cureaua în celula sa, după ce un gardian i-a confiscat memoriile neterminate.
Franz Joseph i-a spus prințului de Liechtenstein, ofițerul de curte devotat al cuplului imperial: „Cum poate exista un om capabil să atace o astfel de femeie, al cărei întreaga viață a fost dedicată binelui și care nu a rănit niciodată pe nimeni, mi se pare de neînțeles”.:323
Testamentul Elisabetei prevedea ca o mare parte din colecția sa de bijuterii să fie vândută, iar veniturile (estimându-se la peste 600.000 de lire sterline la acea vreme) să fie direcționate către susținerea unor organizații religioase și caritabile. Tot ce altceva putea fi lăsat de Împărăteasă, în afară de bijuteriile coroanei și de proprietățile statului, a fost lăsat nepoatei sale, Arhiducesei Elisabeta Marie, unicul copil al lui Rudolf.:367
Asasinarea Elisabetei a avut un impact semnificativ pe plan internațional, contribuind la organizarea Conferinței Internaționale de la Roma pentru Apărarea Socială Împotriva Anarhiștilor, prima conferință internațională dedicată combaterii terorismului.

## Moștenirea Elisabetei

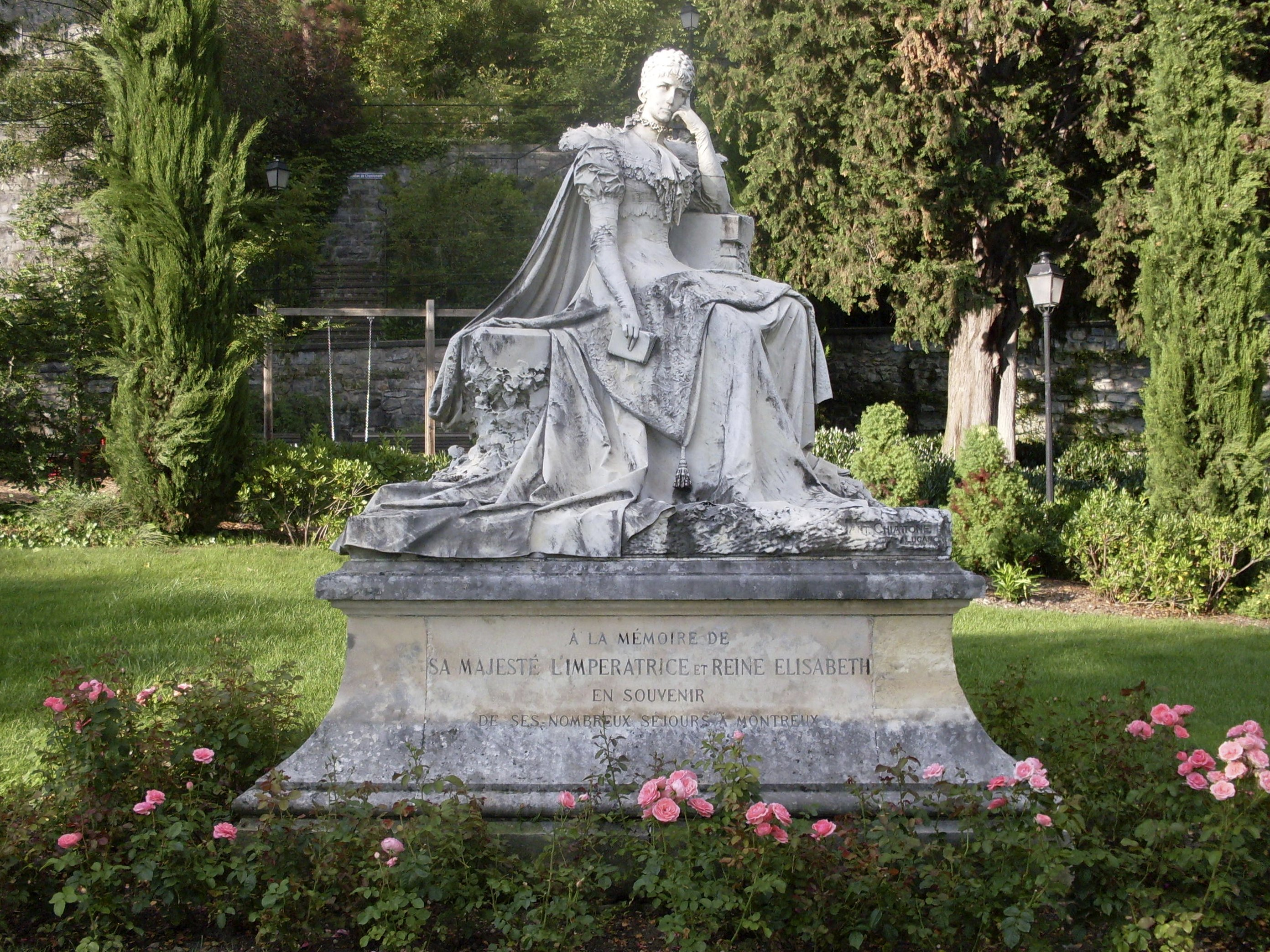
Statuia comemorativă din Territet.

După moartea sa, Franz Joseph a înființat Ordinul Elisabeta, în memoria sa, iar Regina Maria a României a fost una dintre persoanele distinse cu acest ordin.
Pe promenada din Territet, Elveția, se află un monument dedicat împărătesei, realizat de Antonio Chiattone în 1902. Orașul este situat între Montreux și Château de Chillon, iar inscripția menționează numeroasele sale vizite în zonă. În Volksgarten din Viena, există un memorial impunător, cu o statuie a împărătesei realizată de Hans Bitterlich, dezvăluită la 4 iunie 1907.

În Slovacia, se află mai multe statui ale împărătesei Elisabeta: o statuie din bronz, realizată de Gyula Donáth în 1903, situată la stațiunea balneară Bardejov, și busturi în Poltár și Prešov. Alte statui în memoria sa au fost ridicate la Salzburg, în grădina fostului Hotel Strauch din Feldafing (unde obișnuia să se cazeze în călătoriile sale ulterioare), la Budapesta și în Funchal. Aproape de locul asasinării sale, la Quai du Mont-Blanc, pe malul Lacului Geneva, se află o statuie memorială realizată de Philip Jackson și dezvăluită în 1998, cu ocazia împlinirii a 100 de ani de la asasinat.
Un număr semnificativ de capele au fost dedicate în cinstea sa, legând-o de Sfânta Elisabeta. Biserica Elisabeta din Lviv, [[[Ucraina]] (astăzi Biserica Greco-Catolică a Sfintei Olha și Elisabeta), a fost fondată în 1903 de împăratul Franz Joseph în memoria Elisabetei. Diverse parcuri poartă numele său, precum Parcul Împărătesei Elisabeta din Merano, Tirolul de Sud.
Multe dintre reședințele frecventate de Elisabeta sunt păstrate și deschise publicului, inclusiv apartamentul său din Hofburg și Palatul Schönbrunn din Viena, Hermesvilla din Pădurile Vieneze, Vila Imperială din Bad Ischl, Palatul Achilleion de pe insula Corfu și Palatul Regal din Gödöllő, Ungaria. Castelul Possenhofen, reședința de vară din copilărie, găzduiește Muzeul Împărătesei Elisabeta.

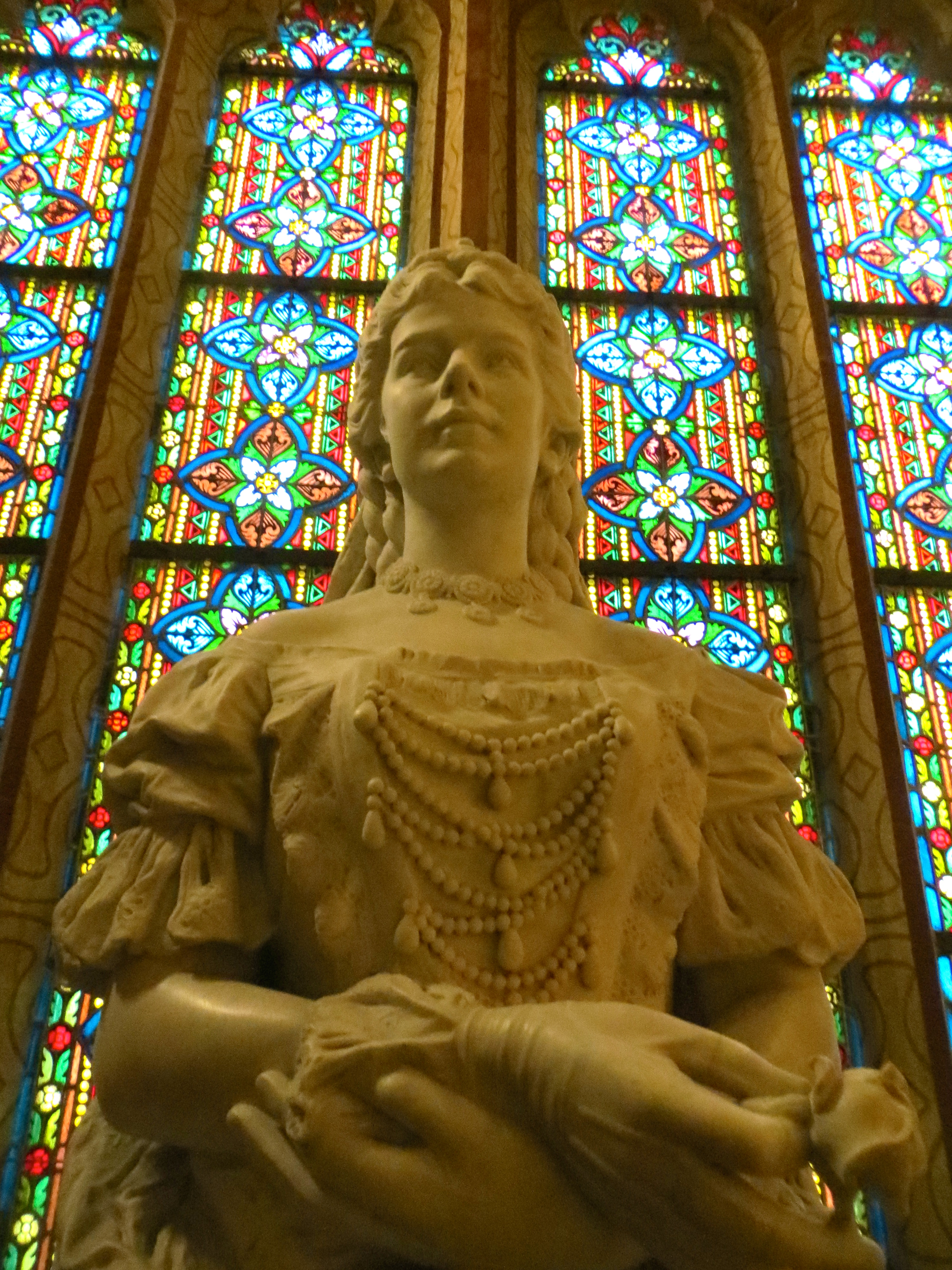
Sculptura reginei Elisabeta a Ungariei din Biserica Mátyás, din Budapesta, Ungaria

În Ungaria, mai multe locații poartă numele său, inclusiv două cartiere din Budapesta: Erzsébetváros și Pesterzsébet. Podul Elisabeta, care leagă Buda de Pesta, construit în 1903, a fost numit în onoarea sa. De asemenea, Podul Elisabeta care leagă orașele Komárno din Slovacia și Komárom din Ungaria (care făceau parte din aceeași localitate în momentul construirii sale în 1892), poartă numele împărătesei. Podul Elisabeta de peste râul Elba, inaugurat în 1855, a fost numit și el în cinstea sa.
În satul Gastouri, pe insula Corfu, există o fântână numită după Elisabeta. Împărăteasa a donat „Fântâna de sub platani” localnicilor. Aceasta a fost inaugurată festiv în 1894 de demnitarii bisericii și ulterior redenumită „Fântâna Elisabeta”.
Vagonul special construit pentru Elisabeta este expus la Muzeul Tehnic din Viena. Împărăteasa Elisabeta și Căile Ferate Elisabeta (Căile Ferate Occidentale din Austria, care leagă Viena de Salzburg și care au fost numite după ea) au fost selectate in 2008 drept motiv principal pentru o monedă de colecție de mare valoare, moneda comemorativă „Căile Ferate Elisabeta”.
În 1998, Gerald Blanchard a furat Diamantul Perlă Köchert, cunoscut sub numele de Steaua Sisi, o stea cu 10 colțuri de diamante dispuse în jurul unei perle uriașe, dintr-o expoziție de la Palatul Schönbrunn din Viena, dedicată comemorării a 100 de ani de la asasinat. Aceasta făcea parte dintr-o serie de aproximativ 27 de bijuterii incrustate cu diamante, realizate de bijutierul curții Jakob Heinrich Köchert pentru a fi purtate în părul ei, apărând într-un portret realizat de Franz Xaver Winterhalter. Au fost create două versiuni ale stelei: o versiune secundară, fără perlă în centru, proiectată de bijutierul curții Rozet & Fischmeister; unele stele au fost oferite doamnelor de la curte. Un set de 27 de stele din diamante a fost păstrat de familia imperială și apare într-o fotografie ce arată zestrea fiicei lui Rudolf, Arhiducesa Elisabeta, cunoscută sub numele de „Erzsi”, cu ocazia căsătoriei sale cu Prințul Otto de Windisch-Graetz în 1902. Steaua a fost recuperată de poliția canadiană în 2007 și returnată în Austria. Deși Blanchard a fost în posesia bijuteriei, nimeni nu a fost acuzat oficial de furt.

## Imagini

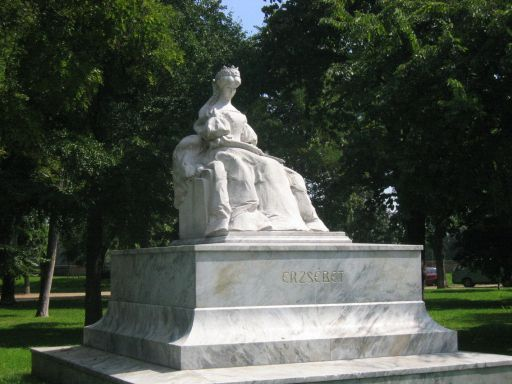
Monumentul ridicat la Seghedin
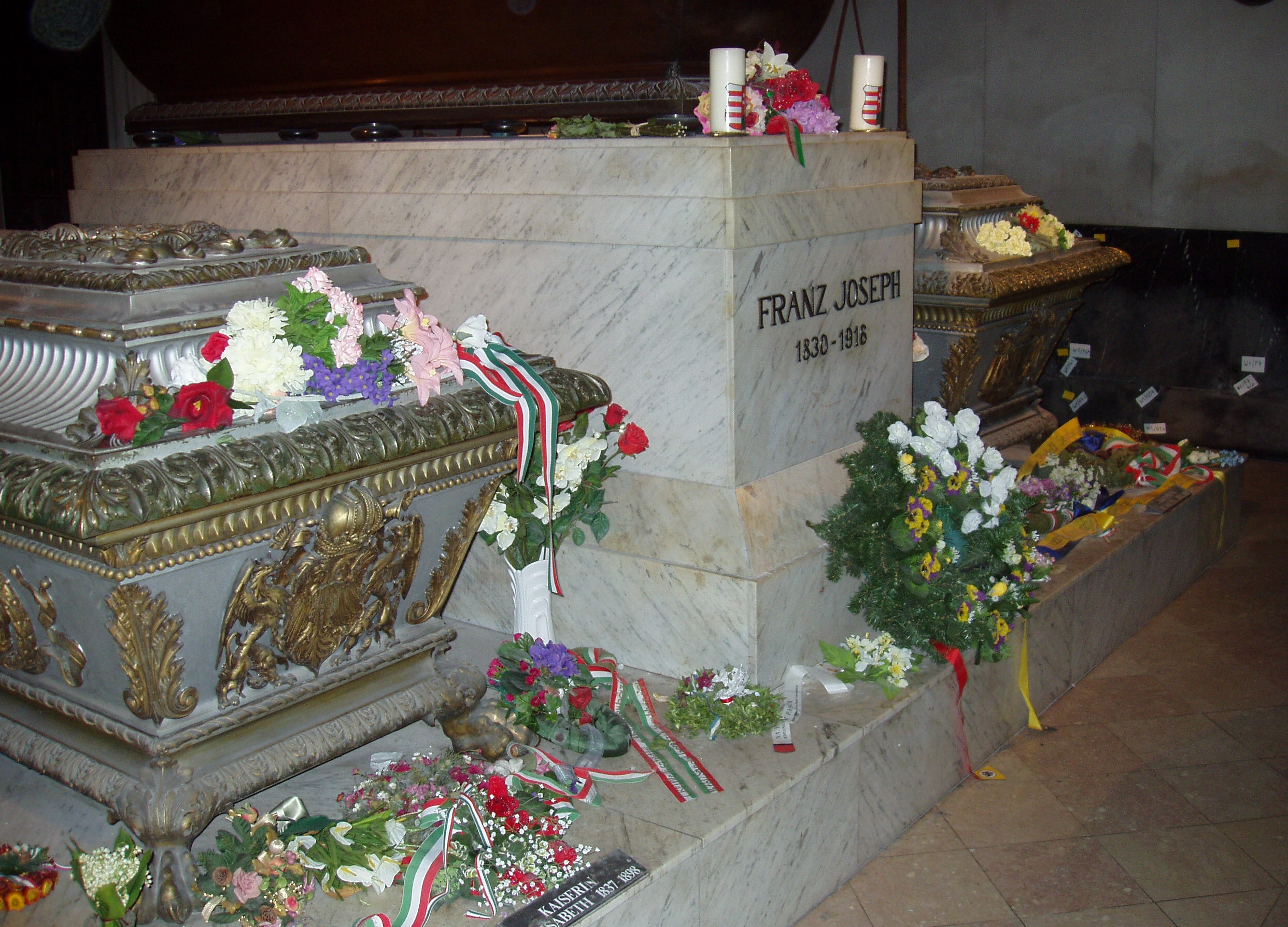
Mormântul împăratului Franz Joseph, al lui Rudolph și a Elisabetei în Cripta Imperială din Mănăstirea Capucinilor din Viena
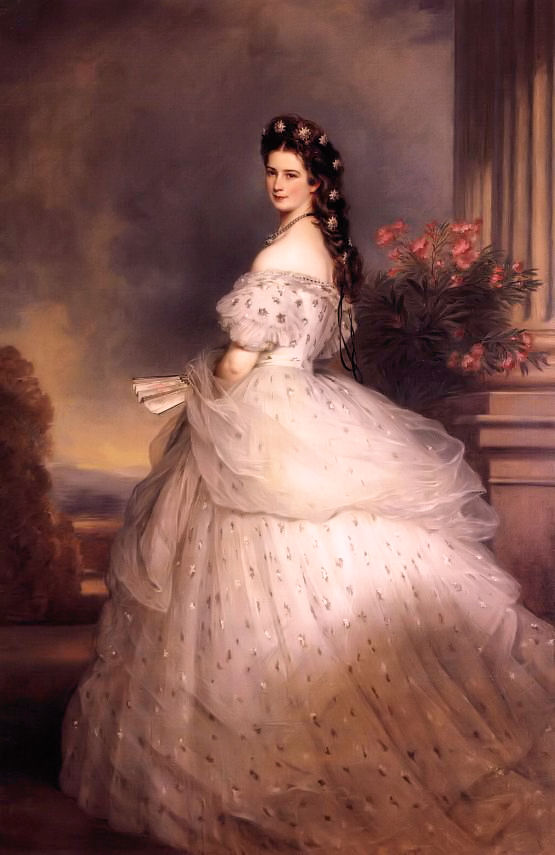
Portretul împărătesei Austriei de Franz Xaver Winterhalter
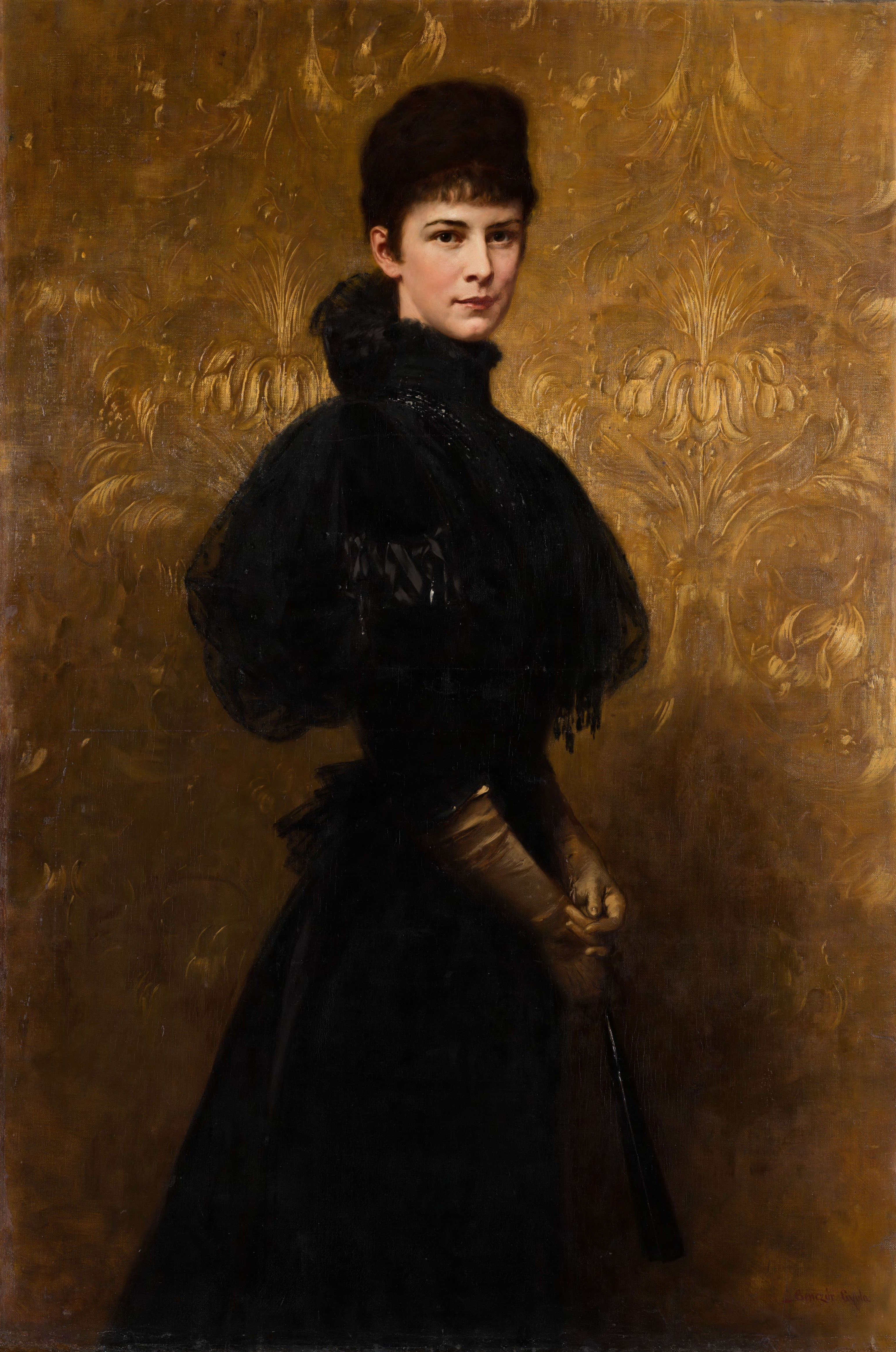
Portretul Elisabetei în calitate de Regină a Ungariei, pictat de către Gyula Benczúr (1844-1920) în anul 1899-din patrimoniul Galeriei Naționale a Ungariei